# Transporte ferroviário na Grã-Bretanha

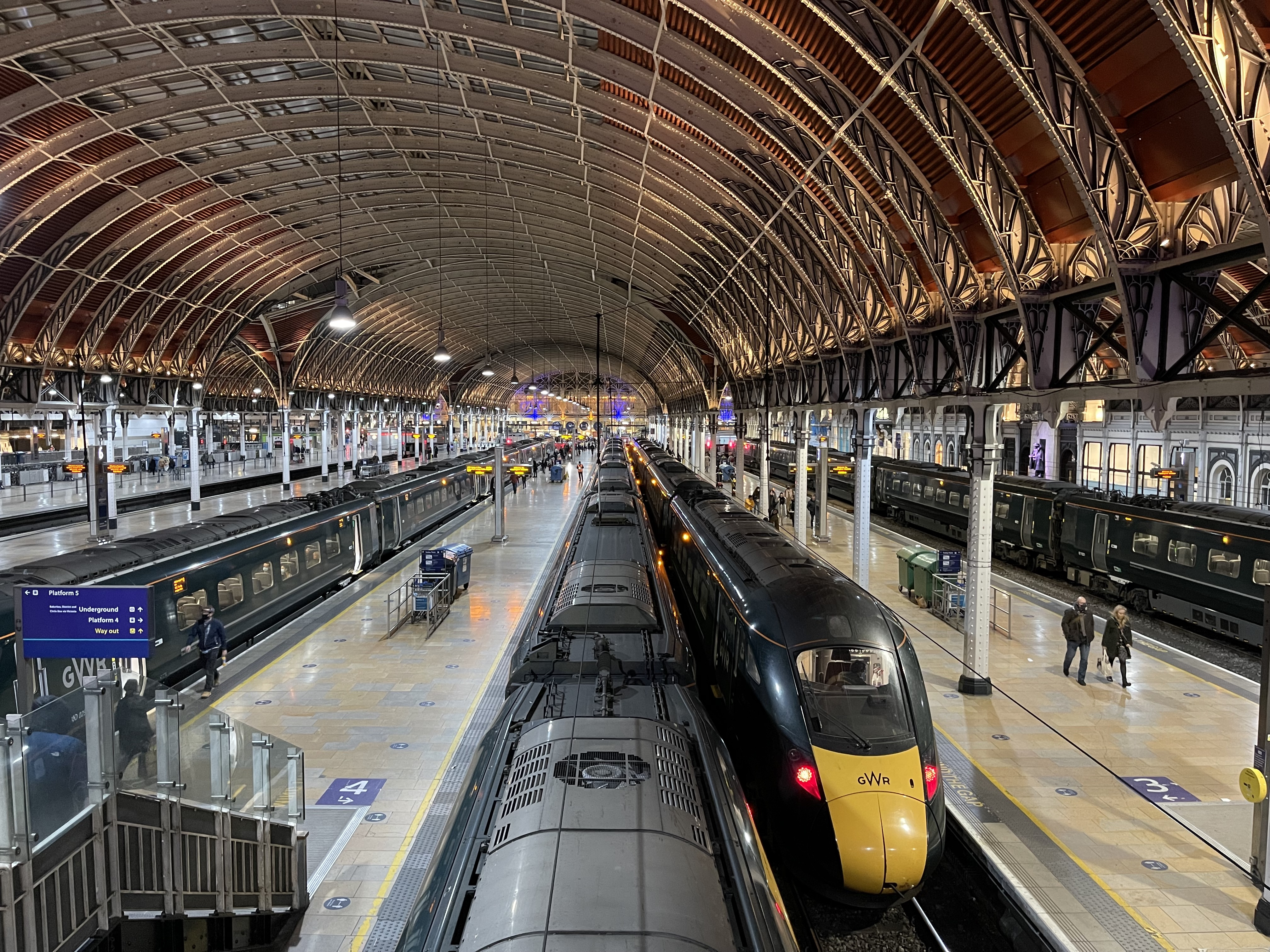
Trens na estação de Paddington, uma das mais movimentadas da Grã-Bretanha

O sistema ferroviário da Grã-Bretanha é o sistema ferroviário mais antigo da história. A primeira ferrovia pública operada por locomotiva foi inaugurada em 1825, seguida por uma era de rápida expansão. A maioria dos trilhos é gerenciada pela Network Rail, que em 2017 tinha uma rede de 15.811 quilômetros de linhas de bitola padrão, dos quais 5.374 quilômetros eram eletrificados. Essas linhas variam de trilhos simples a quádruplos ou mais. Além disso, algumas cidades têm sistemas separados de metrô, trens leves e bondes (incluindo o extenso e histórico metrô de Londres). Há também muitas ferrovias privadas (algumas delas de bitola estreita), que são principalmente linhas curtas para turistas. A rede ferroviária principal é conectada à da Europa continental pelo Eurotúnel e pela High Speed 1 (originalmente a Channel Tunnel Rail Link), que foram totalmente inauguradas em 1994 e 2007, respectivamente.
No ano de 2019, foram realizadas 1,738 bilhão de viagens na National Rail (rede ferroviária nacional), tornando a rede britânica a quinta mais utilizada no mundo (a Grã-Bretanha ocupa a 23ª posição em população mundial). Ao contrário de vários outros países, as viagens de trem no Reino Unido passaram por um renascimento nos últimos anos, com o número de passageiros chegando ao nível mais alto de todos os tempos (consulte os números de uso abaixo). Isso coincidiu com a privatização da British Rail, mas a causa desse aumento não é clara. O crescimento é parcialmente atribuído a um afastamento do uso de automóveis particulares devido ao crescente congestionamento das estradas e ao aumento dos preços da gasolina, mas também ao aumento geral das viagens devido à riqueza. As viagens de passageiros na Grã-Bretanha cresceram 88% no período de 1997-98 a 2014, em comparação com 62% na Alemanha, 41% na França e 16% na Espanha.
O Reino Unido é membro da União Internacional de Ferrovias (UIC) e seu código de país para o Reino Unido é 70. O Reino Unido tem a 17ª maior rede ferroviária do mundo, apesar de muitas linhas terem sido fechadas no século XX, devido aos cortes de Beeching, ela continua sendo uma das redes mais densas. É uma das ferrovias mais movimentadas da Europa, com 20% a mais de serviços de trem do que a França, 60% a mais do que a Itália e mais do que a Espanha, Suíça, Holanda, Portugal e Noruega juntos, além de representar mais de 20% de todas as viagens de passageiros na Europa. O setor ferroviário emprega 115.000 pessoas e apoia outras 250.000 por meio de sua cadeia de suprimentos.
Após o período inicial de rápida expansão que se seguiu às primeiras ferrovias públicas no início do século XIX, a partir de 1900, aproximadamente, a rede sofreu um desgaste gradual e uma racionalização mais severa nas décadas de 1950 e 1960. No entanto, a rede voltou a crescer desde a década de 1980. O Reino Unido foi classificado em oitavo lugar entre os sistemas ferroviários nacionais europeus no Índice de Desempenho Ferroviário Europeu de 2017 em termos de intensidade de uso, qualidade de serviço e desempenho de segurança. Para lidar com o aumento do número de passageiros, há um grande programa de atualizações na rede, incluindo Thameslink, Crossrail, eletrificação de linhas, sinalização na cabine, novos trens interurbanos e novas linhas de alta velocidade.

## Visão geral histórica

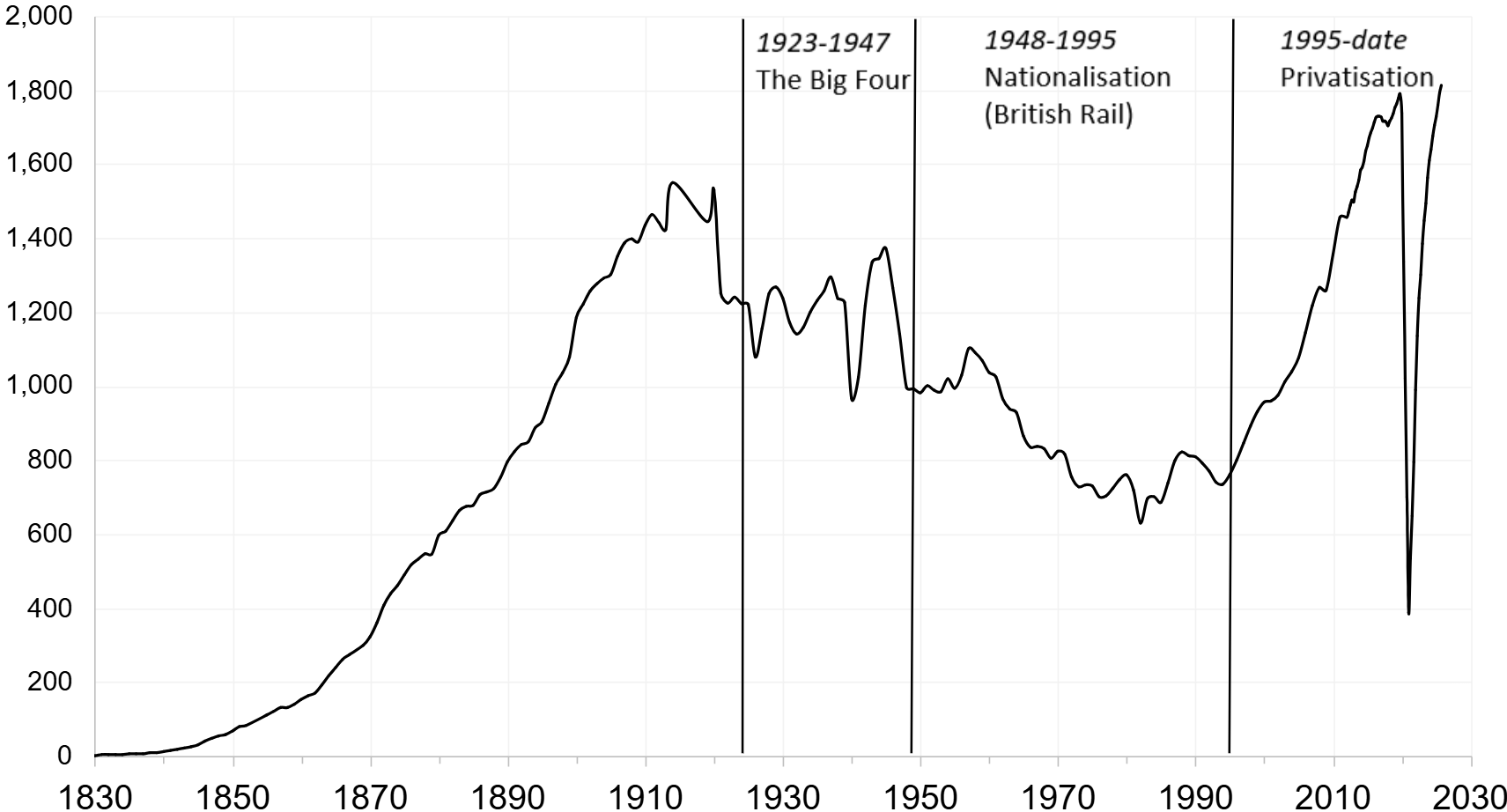
Passageiros de trem na Grã-Bretanha de 1829 a 2021, mostrando o início da era das pequenas empresas ferroviárias, a fusão nas "Quatro Grandes", a nacionalização e, finalmente, a era atual de privatização

De acordo com os historiadores David Brandon e Alan Brooke, as ferrovias deram origem ao nosso mundo moderno:
Elas estimularam a demanda por materiais de construção, carvão, ferro e, mais tarde, aço. Excelentes na movimentação de carvão em massa, elas forneceram o combustível para as fornalhas da indústria e para as lareiras domésticas. Milhões de pessoas que quase nunca haviam viajado antes puderam viajar. As ferrovias permitiram que correspondências, jornais, periódicos e literatura barata fossem distribuídos com facilidade, rapidez e baixo custo, possibilitando uma disseminação muito mais ampla e rápida de ideias e informações. Elas tiveram um impacto significativo na melhoria da dieta alimentar [...](e permitiram) que um setor agrícola proporcionalmente menor pudesse alimentar uma população urbana muito maior [...]. Elas empregaram enormes quantidades de mão de obra, tanto direta quanto indiretamente.  Elas ajudaram a Grã-Bretanha a se tornar a "Oficina do Mundo", reduzindo os custos de transporte não apenas de matérias-primas, mas também de produtos acabados, dos quais grandes quantidades eram exportadas [...].Todas as corporações globais de hoje tiveram origem nas grandes empresas ferroviárias de responsabilidade limitada [...]. No terceiro quarto do século XIX, não havia praticamente nenhuma pessoa na Grã-Bretanha cuja vida não tivesse sido alterada de alguma forma pela chegada das ferrovias. As ferrovias contribuíram para a transformação da Grã-Bretanha de uma sociedade rural para uma sociedade predominantemente urbana.
As ferrovias começaram com os vagões de madeira isolados locais na década de 1560, usando cavalos. Em seguida, esses vagões se espalharam, principalmente nas áreas de mineração. Mais tarde, o sistema foi construído como uma colcha de retalhos de linhas locais operadas por pequenas empresas ferroviárias privadas. Ao longo do século XIX e início do século XX, essas empresas se fundiram ou foram compradas por concorrentes até restarem apenas algumas empresas maiores (Railway Mania). Toda a rede foi colocada sob controle do governo durante a Primeira Guerra Mundial e várias vantagens da fusão e do planejamento foram reveladas. No entanto, o governo resistiu aos pedidos de nacionalização da rede (proposta pela primeira vez pelo primeiro-ministro do século XIX, William Gladstone, já na década de 1830). Em vez disso, a partir de 1º de janeiro de 1923, quase todas as empresas remanescentes foram agrupadas nas "quatro grandes": a Great Western Railway, a London and North Eastern Railway, a London, Midland and Scottish Railway e as empresas da Southern Railway (havia também várias outras ferrovias conjuntas, como a Midland and Great Northern Joint Railway e o Cheshire Lines Committee, bem como ferrovias conjuntas especiais, como a Forth Bridge Railway, a Ryde Pier Railway e, em determinado momento, a East London Railway). As "Quatro Grandes" eram empresas públicas de capital misto e continuaram a administrar o sistema ferroviário até 31 de dezembro de 1947.
O crescimento do transporte rodoviário durante as décadas de 1920 e 1930 reduziu muito a receita das empresas ferroviárias. As empresas ferroviárias acusaram o governo de favorecer o transporte rodoviário por meio da construção subsidiada de estradas. As ferrovias entraram em um lento declínio devido à falta de investimento e às mudanças na política de transporte e nos estilos de vida. Durante a Segunda Guerra Mundial, as gerências das empresas se uniram, formando efetivamente uma única empresa. Um acúmulo de manutenção se desenvolveu durante a guerra e o setor privado teve apenas dois anos para lidar com isso após o fim da guerra. Depois de 1945, por motivos práticos e ideológicos, o governo decidiu trazer o serviço ferroviário para o setor público.

### Nacionalização
A partir do início de 1948, as "quatro grandes" foram nacionalizadas para formar a British Railways (posteriormente British Rail) sob o controle da British Transport Commission. Embora a BR fosse uma entidade única, ela foi dividida em seis (mais tarde cinco) autoridades regionais segundo as áreas de operação existentes. Mesmo com poucas mudanças iniciais no serviço, o uso aumentou e a rede tornou-se lucrativa. A renovação dos trilhos e das estações ferroviárias foi concluída em 1954. No mesmo ano, mudanças na Comissão Britânica de Transportes, incluindo a privatização do transporte rodoviário, encerraram a coordenação do transporte na Grã-Bretanha. A receita ferroviária caiu e, em 1955, a rede deixou de ser lucrativa novamente. Em meados da década de 1950, houve a rápida introdução de material rodante a diesel e elétrico, mas a esperada transferência do transporte rodoviário para o ferroviário não ocorreu e as perdas começaram a aumentar.
O desejo de obter lucratividade levou a uma grande redução da rede em meados da década de 1960, com o gerente da ICI, Dr. Richard Beeching, encarregado pelo governo de Ernest Marples de reorganizar as ferrovias. Muitos ramais (e várias linhas principais) foram fechados por serem considerados antieconômicos ("o machado de Beeching" de 1963), removendo grande parte do tráfego de alimentação dos serviços de passageiros da linha principal. No segundo relatório Beeching de 1965, apenas as "principais rotas troncais" foram selecionadas para investimento em larga escala, levando muitos a especular que o restante da rede acabaria sendo fechado. Isso nunca foi implementado pela BR.
Os serviços de passageiros passaram por um renascimento com a introdução dos trens InterCity 125 na década de 1970. Os níveis de passageiros flutuaram desde então, aumentando durante os períodos de crescimento econômico e caindo durante as recessões. Na década de 1980, houve cortes severos no financiamento do governo e aumentos nas tarifas acima da inflação. No início da década de 1990, as cinco regiões geográficas foram substituídas por uma organização setorizada, na qual os serviços de passageiros foram organizados nos setores InterCity, Network SouthEast e Regional Railways.

### Reorganização e privatização
A Lei das Ferrovias de 1993 dividiu as ferrovias, com a Railtrack assumindo a propriedade do portfólio de propriedades, trilhos, sinais, pontes e túneis da British Rail, das empresas operadoras de material rodante e das empresas operadoras de trens.
Os serviços de transporte de passageiros foram agrupados em franquias para facilitar o subsídio cruzado dentro das franquias, com muitos regulamentos sobre preços e tipos de passagens, aumentos de tarifas regulamentados e obrigações de "serviço parlamentar". As empresas apresentam propostas à autoridade de franquia - geralmente a Secretaria de Estado dos Transportes, a Autoridade de Transporte de Passageiros ou o governo descentralizado - competindo pela exigência de subsídio mais baixo e para investir na ferrovia durante a vida útil da franquia.  Há também uma provisão para subsídio entre franquias, com franquias lucrativas exigindo pagamentos feitos ao governo para cobrir uma parte das perdas de outras. Exemplos de franquias incluem ScotRail, Great Western e Southern Trains.
As operadoras de acesso aberto têm total liberdade para definir seus próprios serviços e tarifas, sem serem afetadas pelas regulamentações governamentais. Exemplos dessas operadoras são Lumo e Grand Central, Hull Trains e Heathrow Express. No caso das franquias InterCity West Coast e InterCity East Coast, os candidatos enviam propostas para devolver o maior volume de dinheiro ao governo pela operação do serviço. Isso fez com que os franqueados entrassem em colapso quando as metas de crescimento de passageiros não foram atingidas, pois os pagamentos prometidos ao governo não puderam ser pagos e a franquia foi encerrada antecipadamente.
Em 2023, a Network Rail tinha mais de £59,1 bilhões em dívidas e £1,176 bilhão em pagamentos de juros. Muitas dessas dívidas foram incorridas pela Railtrack e transferidas para a Network Rail quando ela entrou em colapso.
As operações da British Rail foram privatizadas entre 1994 e 1997. A propriedade dos trilhos e da infraestrutura passou para a Railtrack, enquanto as operações de passageiros foram franqueadas a operadores individuais do setor privado (originalmente havia 25 franquias) e os serviços de mercadorias foram vendidos diretamente (seis empresas foram criadas, mas cinco delas foram vendidas ao mesmo comprador). O governo disse que a privatização traria uma melhoria nos serviços de passageiros e a satisfação (de acordo com a pesquisa National Rail Passenger) de fato aumentou de 76% em 1999 (quando a pesquisa começou) para 83% em 2013 e o número de passageiros insatisfeitos com sua viagem caiu de 10% para 6%. Desde a privatização, os níveis de passageiros mais do que dobraram e ultrapassaram o nível do final da década de 1940. As tarifas de trem custam, em média, 2,7% a mais do que na época da British Rail em termos reais. No entanto, enquanto o preço das passagens em qualquer horário e fora do horário de pico aumentou, o preço das passagens Advance diminuiu drasticamente em termos reais: a passagem Advance média em 1995 custava £9,14 (em preços de 2014) em comparação com £5,17 em 2014.

Mortes em trens por bilhão de passageiros-quilômetro em países europeus em 2013.

Os subsídios ferroviários aumentaram de £2,9 bilhões em 1992-93 para £3,8 bilhões em 2015-16 (em preços atuais), embora o subsídio por viagem tenha caído de £3,85 por viagem para £2,19 por viagem. No entanto, isso mascara uma grande variação regional, já que em 2014-15 o financiamento variou de "£1,41 por viagem de passageiro na Inglaterra para £6,51 por viagem na Escócia e £8,34 por viagem no País de Gales".
A imagem pública das viagens de trem foi gravemente prejudicada por uma série de acidentes significativos após a privatização. Entre eles, o acidente de Hatfield, causado pela fragmentação de um trilho devido ao desenvolvimento de rachaduras microscópicas. Depois disso, a empresa de infraestrutura ferroviária Railtrack impôs mais de 1.200 restrições de velocidade de emergência em toda a sua rede e instigou um programa de substituição de trilhos extremamente caro em todo o país. A consequente e grave interrupção operacional da rede nacional e os custos crescentes da empresa desencadearam uma série de eventos que resultaram no colapso da empresa e em sua substituição pela Network Rail, uma empresa estatal "sem fins lucrativos", cujos riscos são assumidos pelo contribuinte. De acordo com a European Railway Agency (Agência Ferroviária Europeia), em 2013 a Grã-Bretanha tinha as ferrovias mais seguras da Europa com base no número de incidentes de segurança de trens.
No final de setembro de 2003, a primeira parte da High Speed 1, uma conexão de alta velocidade para o túnel do Canal da Mancha e para a França e a Bélgica, foi concluída, aumentando significativamente a infraestrutura ferroviária do país. O restante da ligação, do norte de Kent até Londres St Pancras, foi inaugurado em 2007. Um grande programa de obras de reparo na West Coast Main Line começou em 1997 e terminou em 2008.
Na década de 2010, muitas atualizações estão em andamento, como Thameslink, Crossrail, Northern Hub e eletrificação da Great Western Main Line. Os planos de eletrificação da Midland Main Line e da linha Transpennine entre Manchester e Leeds foram reduzidos. A construção da High Speed 2 está em andamento, com data de conclusão prevista para 2026 para a Fase 1 (Londres a Birmingham) e 2033 para a Fase 2. Uma pesquisa com 1.500 adultos na Grã-Bretanha em junho de 2018 mostrou que 64% apoiam a renacionalização das ferrovias britânicas.

### Renacionalização
Atualmente, seis franquias são de propriedade pública e, portanto, efetivamente nacionalizadas. Quatro delas - LNER, Northern Trains, Southeastern e TransPennine - são operadoras de último recurso de propriedade do Departamento de Transportes, enquanto a Transport for Wales Rail é de propriedade da Transport for Wales, uma empresa de propriedade do governo galês, sem planos atuais de privatizar novamente a última. Em 1º de abril de 2022, a ScotRail foi colocada sob propriedade pública pelo governo escocês, sob a Transport Scotland como ScotRail Trains operando no mesmo dia.
A pandemia da COVID-19 causou uma enorme queda no número de passageiros que utilizavam as ferrovias, com as viagens em 2020 sendo cerca de 22% do ano anterior, antes de aumentar novamente à medida que as restrições de viagem diminuíam. Durante 2020, todas as empresas operadoras de trens firmaram acordos de medidas de emergência com os governos do Reino Unido e da Escócia. Os mecanismos normais de franquia foram alterados, transferindo quase toda a receita e o risco de custo para o governo, efetivamente "renacionalizando" a rede temporariamente.
Em setembro de 2020, o governo do Reino Unido se livrou permanentemente do sistema de franquia ferroviária. Em 20 de maio de 2021, o governo anunciou um white paper que transformaria a operação das ferrovias. A rede ferroviária será parcialmente renacionalizada, com infraestrutura e operações reunidas sob o órgão público estatal Great British Railways. As operações serão gerenciadas em um modelo de concessões. De acordo com a BBC, isso representa a maior mudança nas ferrovias do Reino Unido desde a privatização. Em 18 de novembro de 2021, o governo anunciou o maior investimento público de todos os tempos na rede ferroviária da Grã-Bretanha, custando £96 bilhões e prometendo conexões ferroviárias mais rápidas e frequentes no Norte e em Midlands: o Plano Ferroviário Integrado inclui conexões substancialmente melhoradas no sentido Norte-Sul e Leste-Oeste e inclui três novas linhas de alta velocidade.

## Serviço de passageiros

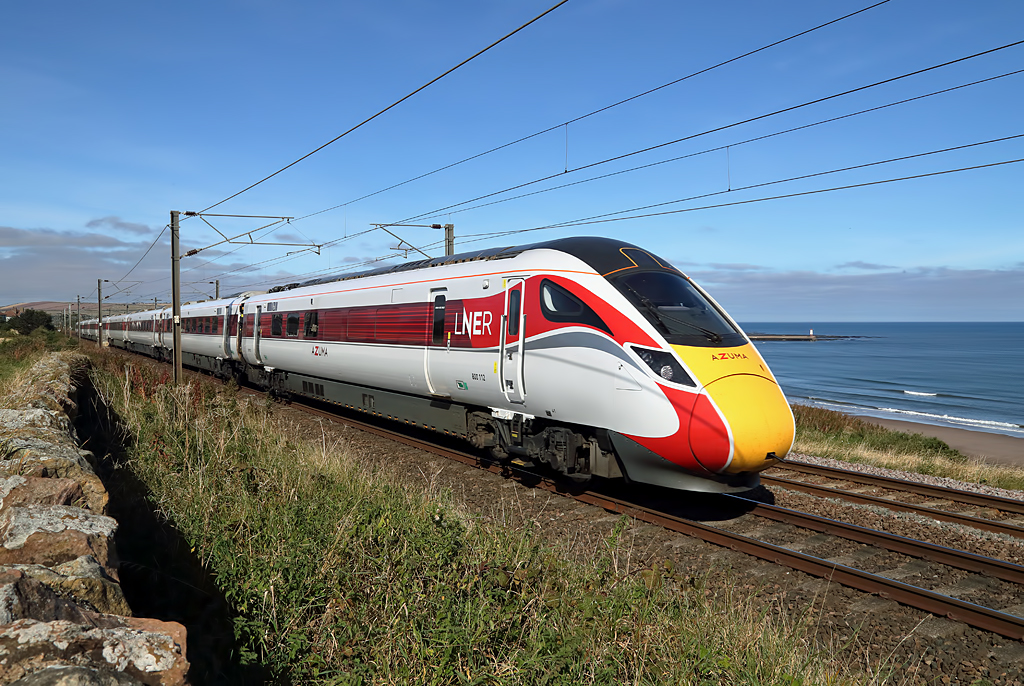
Um trem LNER Classe 800 Azuma na East Coast Main Line em Northumberland.

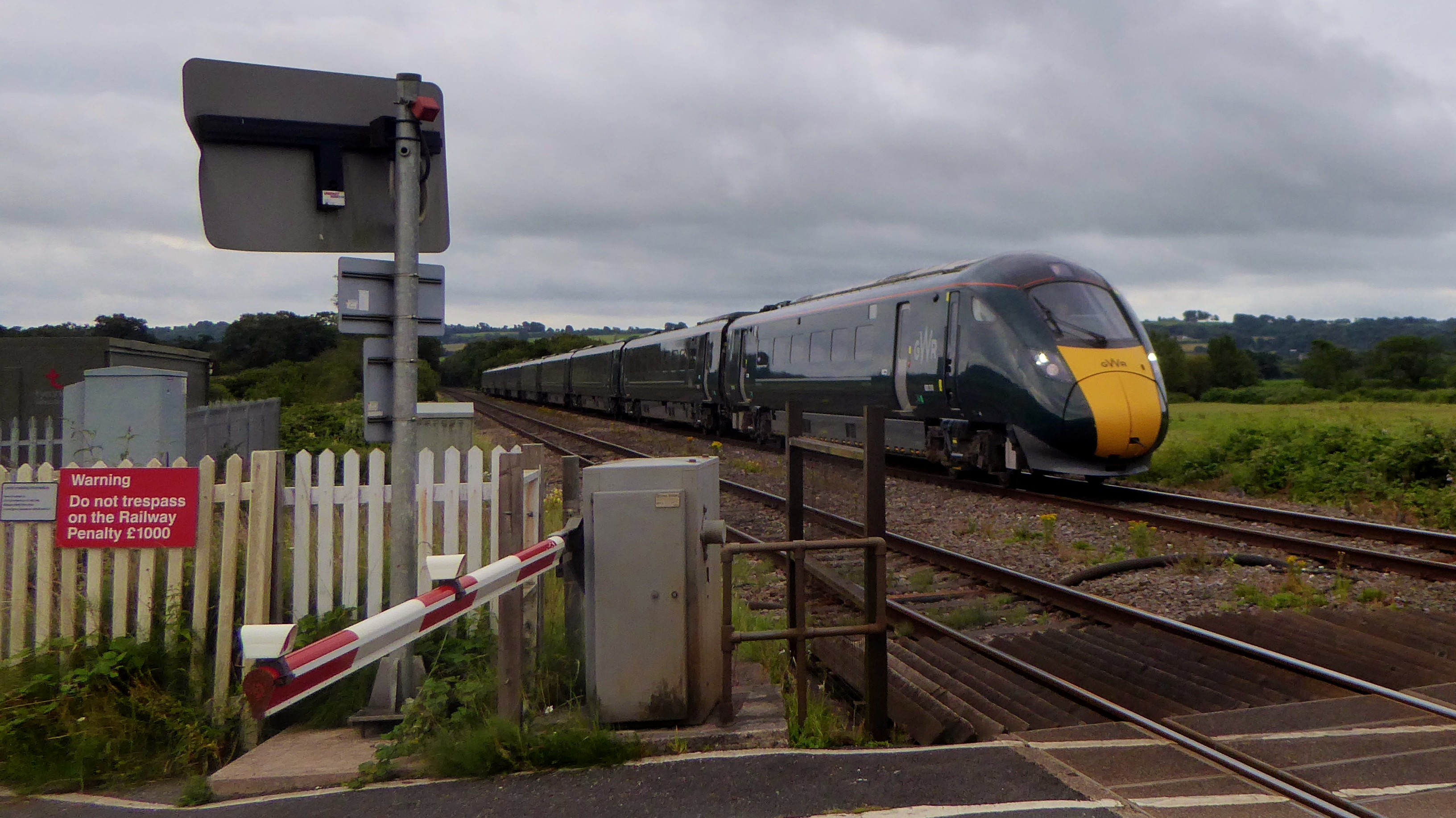
Um trem expresso intercidades GWR Classe 800 em serviço da estação de Paddington, em Londres, para Swansea.

Os serviços de passageiros na Grã-Bretanha foram divididos em franquias regionais e administrados por empresas de operação de trens, em sua maioria privadas (ou seja, não estatais), de 1995 a 2020. Essas empresas concorrem a contratos de sete a oito anos para administrar franquias individuais. A maioria dos contratos na Inglaterra é concedida pelo Departamento de Transportes (DfT), com exceção da Merseyrail, em que a franquia é concedida pelo Merseyside Passenger Transport Executive. Na Escócia, os contratos para a ScotRail são concedidos pela Transport Scotland e, no País de Gales, os contratos para a Transport for Wales Rail são concedidos pela Transport for Wales, embora esta última seja atualmente de propriedade pública, sem planos de franquia em um futuro próximo, e a ScotRail esteja planejada para ser de propriedade pública em 2022. Inicialmente, havia 25 franquias; desde então, algumas franquias foram combinadas e outras nacionalizadas. Há também vários serviços ferroviários locais ou especializados operados em uma base de acesso aberto fora dos acordos de franquia. Os exemplos incluem o Heathrow Express e a Hull Trains. Muitas franquias foram efetivamente abolidas devido à pandemia da COVID-19, com um novo órgão público estatal, a Great British Railways, operando um sistema de contrato de concessão na rede a partir de 2023.
No ano operacional de 2015-16, os serviços franqueados forneceram 1.718 milhões de viagens, totalizando (64,7 bilhões de passageiros km) de viagens, um aumento em relação a 1994-5 de 117% em viagens (de 761 milhões) e pouco mais do que o dobro de passageiros milhas. O número de passageiros-milhas, depois de ficar estável de 1965 a 1995, ultrapassou o número de 1947 pela primeira vez em 1998 e continua a aumentar acentuadamente.
O principal índice usado para avaliar o desempenho do trem de passageiros é a Medida de Desempenho Público, que combina números de pontualidade e confiabilidade. De uma base de 90% dos trens que chegavam no horário em 1998, a medida caiu para 75% em meados de 2001 devido às rigorosas restrições de segurança implementadas após o acidente de Hatfield em outubro de 2000. No entanto, em junho de 2015, o PPM ficou em 91,2% após um período de aumentos constantes na média móvel anual desde 2003 até por volta de 2012, quando as melhorias se estabilizaram.

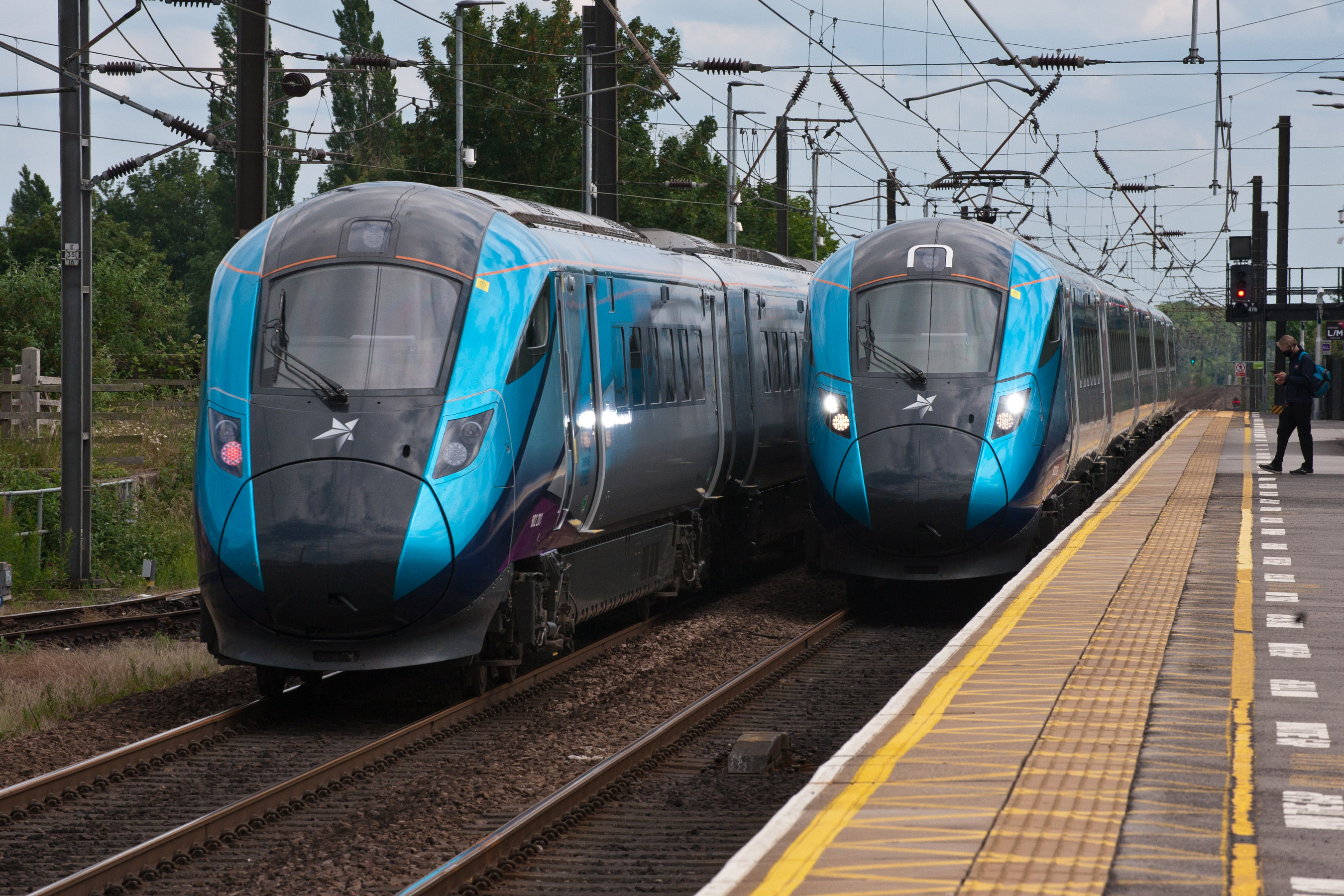
Dois trens TransPennine Express Classe 802 Nova 1 passando por North Yorkshire.

As tarifas dos trens custam, em média, 2,7% a mais do que na British Rail em termos reais. Há alguns anos, afirma-se que a Grã-Bretanha tem as tarifas ferroviárias mais altas da Europa, com passagens para o horário de pico e para a temporada consideravelmente mais altas do que em outros países, em parte porque os subsídios às ferrovias na Europa são mais altos. No entanto, os passageiros também podem obter algumas das tarifas mais baratas da Europa se reservarem com antecedência ou viajarem em horários fora de pico ou comprarem passagens de "ida e volta", que custam pouco mais do que uma passagem única.
As operadoras ferroviárias do Reino Unido apontam que os aumentos das tarifas ferroviárias têm sido substancialmente menores do que os preços da gasolina para veículos particulares. A diferença de preço também tem sido atribuída ao fato de a Grã-Bretanha ter a medida de carga (largura e altura máximas dos trens que podem passar por túneis, pontes etc.) mais restritiva do mundo, o que significa que os trens devem ser significativamente mais estreitos e mais baixos do que os usados em outros lugares. Ou seja, os trens britânicos não podem ser comprados " prontos para uso" e devem ser construídos especialmente para atender aos padrões britânicos.
A média de idade do material rodante caiu ligeiramente do terceiro trimestre de 2001-02 para 2017-18, de 20,7 anos para 19,6 anos, e os grandes pedidos recentes da Bombardier e de sua adquirente Alstom, CAF, Hitachi e Stadler reduziram a média de idade para cerca de 15 anos até março de 2021.
Embora os passageiros raramente tenham motivos para consultar qualquer um dos documentos, todas as viagens estão sujeitas às Condições de Transporte da National Rail e todas as passagens são válidas de acordo com as regras estabelecidas em vários dos chamados manuais técnicos, que são produzidos centralmente para a rede.

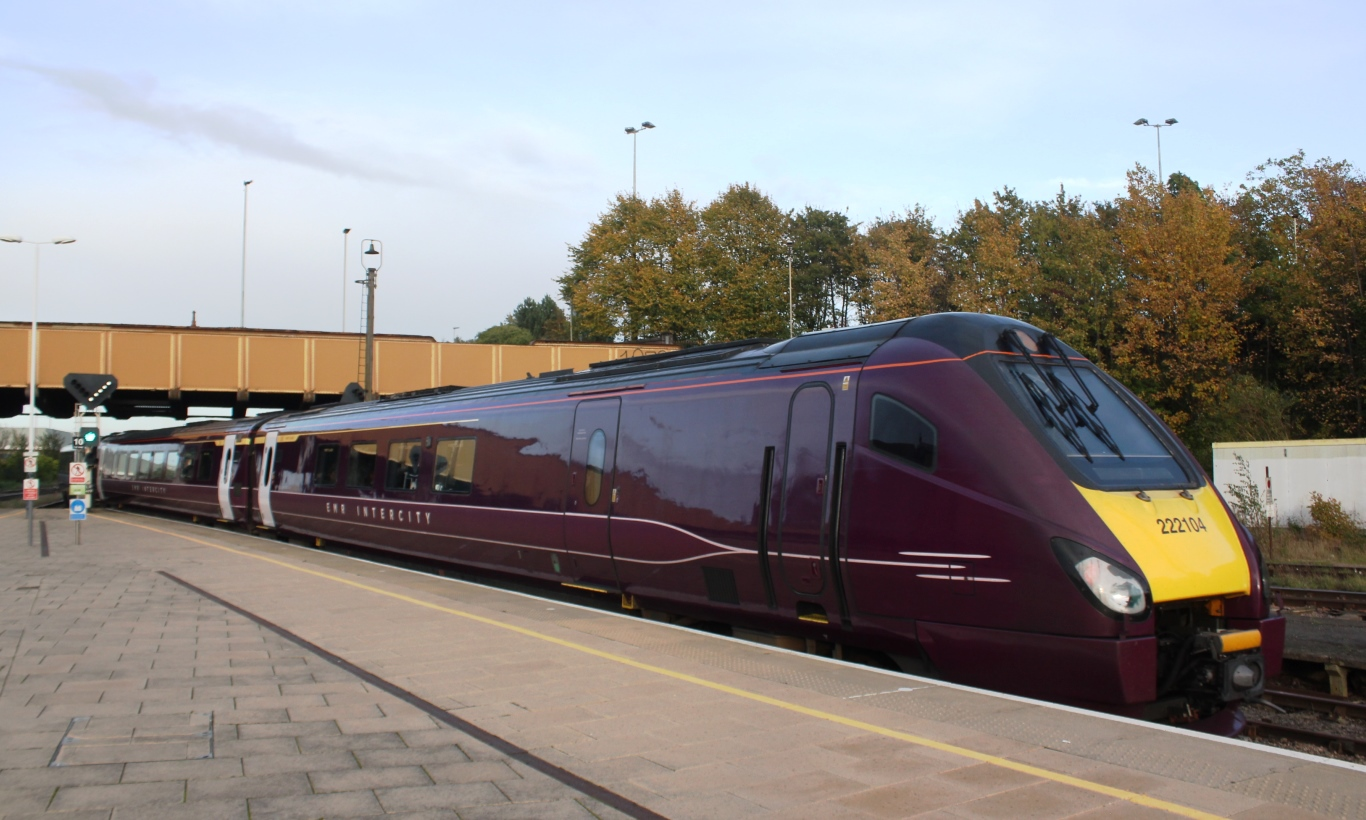
Um EMR InterCity Classe 222 Meridian na estação de Leicester

### Números de viagens anuais
Veja abaixo o número total estimado de viagens usando o transporte ferroviário pesado na Grã-Bretanha para cada ano fiscal. (Esta tabela não inclui Eurostar, metrô ou serviços de trens leves)
| Ano       | Viagens       | Variação % de viagens |
| --------- | ------------- | --------------------- |
| 2004–2005 | 1,044,566,371 |                       |
| 2005–2006 | 1,081,747,031 | 3,59                  |
| 2006–2007 | 1,150,271,272 | 6,77                  |
| 2007–2008 | 1,223,235,485 | 6,36                  |
| 2008–2009 | 1,271,934,558 | 3,10                  |
| 2009–2010 | 1,264,168,068 | 7,62                  |
| 2010–2011 | 1,350,664,449 | 6,84                  |
| 2011–2012 | 1,456,276,046 | 7,82                  |
| 2012–2013 | 1,497,670,627 | 2,84                  |
| 2013–2014 | 1,583,380,750 | 5,72                  |
| 2014–2015 | 1,650,407,344 | 4,23                  |
| 2015–2016 | 1,713,518,682 | 3,82                  |
| 2016–2017 | 1,727,475,717 | 0,81                  |
| 2017–2018 | 1,703,998,197 | 1,36                  |
| 2018–2019 | 1,752,982,619 | 2,87                  |
| 2019–2020 | 1,738,739,779 | 0,81                  |
| 2020–2021 | 387,885,468   | 77,69                 |

A tabela a seguir está de acordo com o Office of Rail and Road e inclui operadoras de acesso aberto, como a Grand Central e a Hull Trains.
| Ano       | Longa distância | Londres e Sudeste | Regional | Operadores não-franqueados | Total    | Variação total em % |
| --------- | --------------- | ----------------- | -------- | -------------------------- | -------- | ------------------- |
| 2002–2003 | 77,2            | 679,1             | 219,2    | 0                          | 975,5    |                     |
| 2003–2004 | 81,5            | 690,0             | 240,2    | 0                          | 1.011,7  | 3,71                |
| 2004–2005 | 83,7            | 704,5             | 251,3    | 0                          | 1.039,5  | 2,75                |
| 2005–2006 | 89,5            | 719,7             | 267,3    | 0                          | 1.076,5  | 3,56                |
| 2006–2007 | 99,0            | 769,5             | 276,5    | 0                          | 1.145,0  | 6,36                |
| 2007–2008 | 103,9           | 828,4             | 285,8    | 0                          | 1.218,1  | 6,38                |
| 2008–2009 | 109,4           | 854,3             | 302,8    | 0                          | 1.266,5  | 3,97                |
| 2009–2010 | 111,6           | 842,2             | 304,0    | 1.4                        | 1.259,3  | 0,68                |
| 2010–2011 | 117,9           | 917,6             | 318,2    | 1.8                        | 1.3555,6 | 7,65                |
| 2011–2012 | 125,3           | 993,8             | 340,9    | 1.5                        | 1.461,5  | 7,82                |
| 2012–2013 | 127,7           | 1.032,4           | 340,9    | 1.7                        | 1.502,6  | 2,81                |
| 2013–2014 | 129,0           | 1.106,9           | 350,5    | 1.9                        | 1.588,3  | 5,70                |
| 2014–2015 | 134,2           | 1.154,9           | 364,7    | 2.1                        | 1.655,8  | 4,25                |
| 2015–2016 | 138,3           | 1.202,8           | 374,2    | 2.3                        | 1.717,6  | 3,72                |
| 2016–2017 | 143,5           | 1.196,8           | 388,7    | 2.4                        | 1.731,5  | 0,80                |
| 2017–2018 | 144,8           | 1.171,2           | 389,6    | 2.4                        | 1.707,9  | 1,40                |
| 2018–2019 | 146,7           | 1.216,9           | 392.,8   | 2.5                        | 1.759,9  | 3,0                 |

1. ↑  Número de passageiros e intercâmbios

### Estações

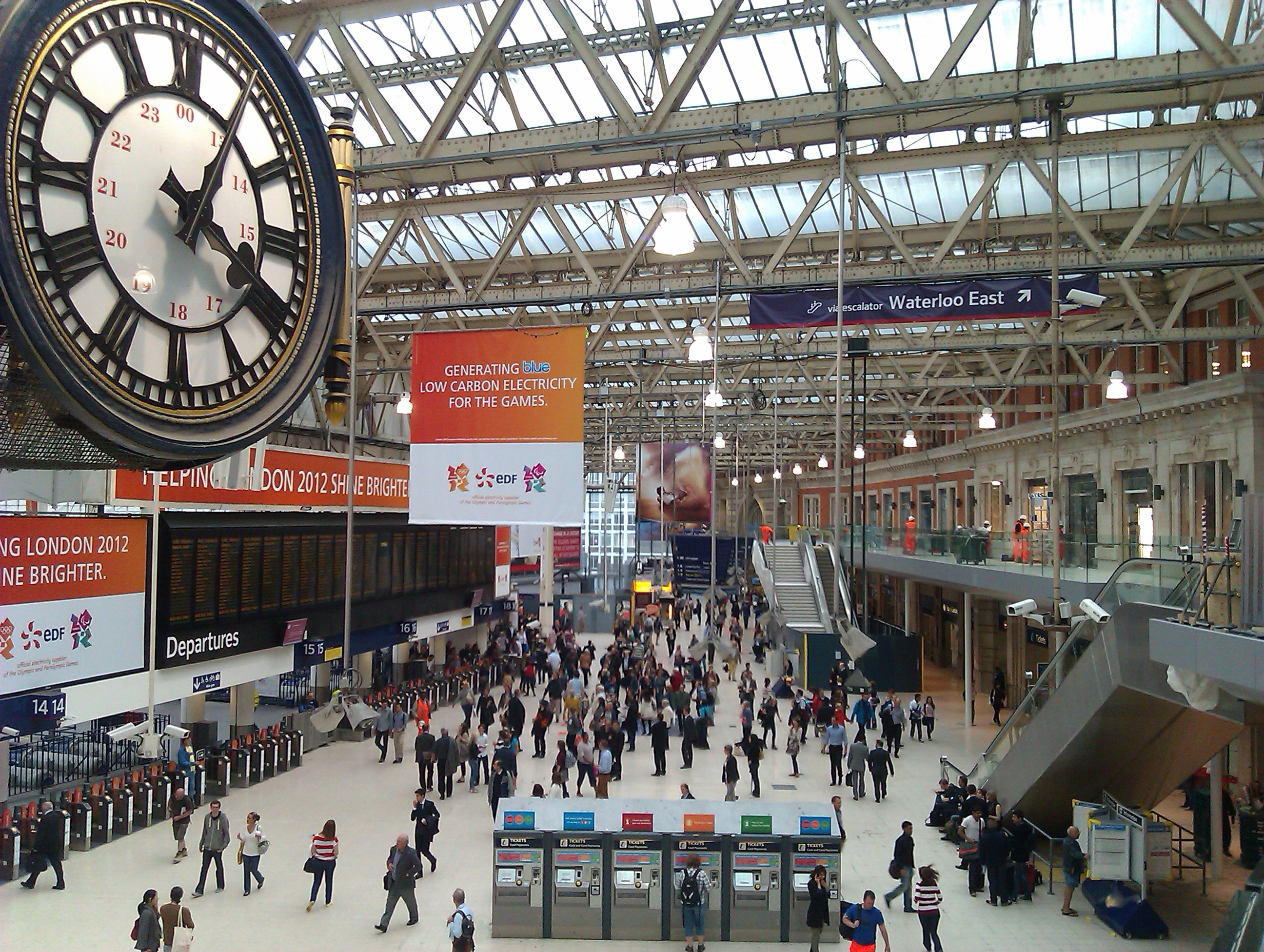
A estação Waterloo é a estação ferroviária mais movimentada do Reino Unido. É também a maior estação do país em termos de área útil, com o maior número de plataformas.

Há 2.579 estações ferroviárias de passageiros na rede da Network Rail.[5][6] Isso não inclui o metrô de Londres, nem outros sistemas que não fazem parte da rede nacional, como as ferrovias históricas. A maioria data da era vitoriana e várias delas estão localizadas nos centros das cidades ou em seus arredores. As principais estações ficam, em sua maioria, em grandes cidades, sendo que as maiores aglomerações urbanas (por exemplo, Liverpool, Birmingham, Bristol, Cardiff, Edimburgo, Glasgow e Manchester) geralmente têm mais de uma estação principal. Londres é o principal centro da rede, com 12 terminais de linhas principais formando um "anel" ao redor do centro de Londres. Birmingham, Leeds, Manchester, Glasgow, Bristol e Reading são os principais pontos de conexão para muitas viagens entre países que não envolvem Londres. No entanto, algumas estações de entroncamento ferroviário importantes ficam em cidades menores, como York, Crewe e Ely. Alguns outros lugares se transformaram em vilas e cidades por causa da rede ferroviária. Swindon, por exemplo, era pouco mais que um vilarejo antes que a Great Western Railway decidisse instalar suas locomotivas no local. Em muitos casos, considerações geográficas, políticas ou militares fizeram com que as estações fossem originalmente localizadas mais longe das cidades que serviam, até que, com o tempo, essas questões puderam ser superadas (por exemplo, Portsmouth teve sua estação original em Gosport).

### Interurbano

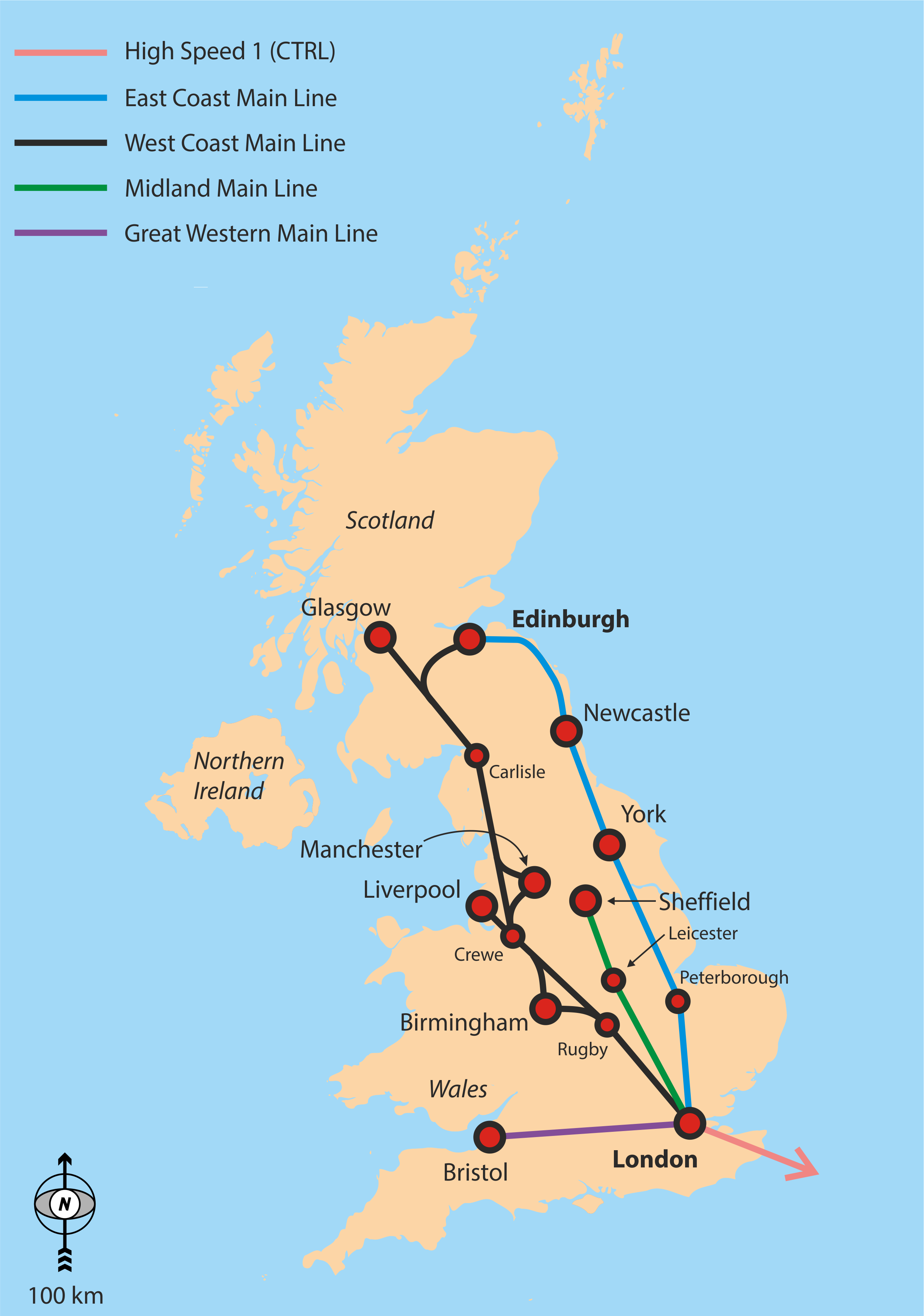
Mapa geral das linhas principais norte-sul da Grã-Bretanha

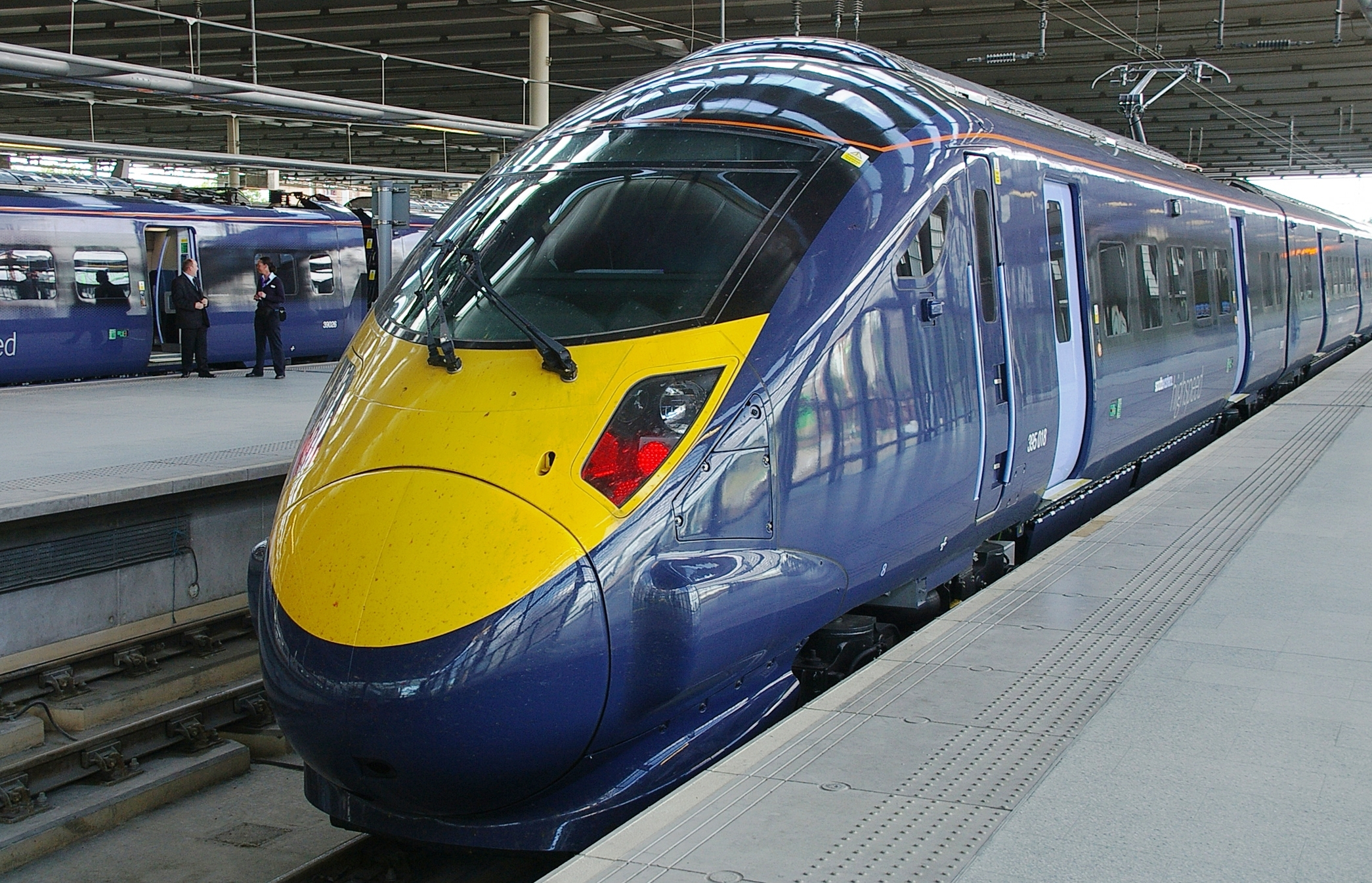
Um Javelin Classe 395 da Southeastern na estação ferroviária de St Pancras

O trem interurbano de alta velocidade (acima de 124 mph ou 200 km/h) foi introduzido pela primeira vez na Grã-Bretanha na década de 1970 pela British Rail. A BR tinha dois projetos de desenvolvimento em paralelo: o desenvolvimento de uma tecnologia de trem pendular, o Advanced Passenger Train (APT), e o desenvolvimento de um trem convencional a diesel de alta velocidade, o High Speed Train (HST). O projeto APT foi abandonado, mas o projeto HST entrou em serviço como os trens das Classes 253, 254 e 255 da British Rail. O protótipo do HST, a Classe 252, alcançou um recorde mundial de velocidade para trens a diesel de 143,2 mph, enquanto a frota principal entrou em serviço limitada a uma velocidade de serviço de 125 mph, e foi introduzida progressivamente nas linhas principais de todo o país, com uma reformulação da marca de seus serviços como InterCity 125. Com a eletrificação da East Coast Main Line, o trem de alta velocidade na Grã-Bretanha foi ampliado com a introdução da Classe 91, destinada ao serviço de passageiros a até 140 mph (225 km/h) e, portanto, com a marca InterCity 225. As unidades da Classe 91 foram projetadas para uma velocidade máxima de serviço de 140 mph, e o funcionamento a essa velocidade foi testado com um aspecto de sinal "verde intermitente" no sistema de sinalização britânico. Por fim, os trens foram limitados à mesma velocidade do HST, 125 mph, com velocidades mais altas consideradas necessárias para a sinalização de cabine, que em 2010 não estava em vigor na rede ferroviária britânica normal (mas era usada na ligação ferroviária do túnel do Canal da Mancha). Uma última tentativa da British Rail nacionalizada de usar o trem de alta velocidade foi o projeto InterCity 250, cancelado na década de 1990, para a West Coast Main Line.
Após a privatização, um plano para atualizar a West Coast Main Line para velocidades de até 140 mph com melhorias na infraestrutura foi finalmente abandonado, embora a frota de trens basculantes Classe 390 Pendolino projetada para essa velocidade máxima de serviço ainda tenha sido construída e entrado em serviço em 2002, e opera limitada a 125 mph. Outras rotas no Reino Unido foram modernizadas com trens capazes de atingir velocidades máximas de até 125 mph com a introdução, entre 2000 e 2005, das DMUs Adelante Classe 180 e das DEMUs Bombardier Voyager (Classes 220, 221 e 222).

#### High Speed 1
A primeira implementação de um trem de alta velocidade de até 186 mph em serviço regular de passageiros na Grã-Bretanha foi o Channel Tunnel Rail Link (agora conhecido como High Speed 1), quando sua primeira fase foi inaugurada em 2003, ligando a extremidade britânica do Eurotúnel em Folkestone a Fawkham Junction em Kent. Essa linha é usada apenas por trens de passageiros internacionais para o serviço Eurostar, usando os trens Classe 373 e Classe 374. A linha foi posteriormente estendida até St Pancras em 2007.
Após a construção da primeira de uma nova frota de trens da Classe 395 para uso em parte da High Speed 1 e em partes do restante da rede ferroviária do Reino Unido, as primeiras corridas domésticas de alta velocidade acima de 125 mph (cerca de 140 mph) começaram em dezembro de 2009, incluindo um transporte especial Olympic Javelin para os Jogos Olímpicos de Verão de 2012. Esses serviços são operados pela franquia South Eastern.

#### Intercity Express Programme
Para substituir a frota doméstica de trens InterCity 125 e 225 na rede nacional existente, foi anunciado o Intercity Express Programme. Em 2009, foi anunciado que a opção preferida de material rodante para esse projeto era a família de unidades múltiplas Hitachi Super Express, que entrou em serviço em 2017 na Great Western Main Line e em 2019 na East Coast Main Line. Os trens serão capazes de atingir uma velocidade máxima de 140 mph com "pequenas modificações", sendo que as modificações de sinalização necessárias exigidas da infraestrutura da Network Rail na Grã-Bretanha provavelmente virão da implantação em fases do Sistema Europeu de Gestão do Tráfego Ferroviário (ERTMS) em toda a Europa.

#### Proposto e parcialmente em construção

##### High Speed 2
Após vários estudos e consultas sobre ferrovias de alta velocidade, em 2009 o governo do Reino Unido anunciou formalmente o projeto High Speed 2, estabelecendo uma empresa para produzir um estudo de viabilidade para examinar as opções de rota e o financiamento de uma nova ferrovia de alta velocidade no Reino Unido. Esse estudo partiu do pressuposto de que a rota seria uma nova linha de alta velocidade construída para esse fim, conectada à High-Speed 1 ao túnel do Canal da Mancha e de Londres a West Midlands, via aeroporto de Heathrow, aliviando o tráfego na West Coast Main Line (WCML). A tecnologia ferroviária convencional de alta velocidade seria usada em vez da Maglev. O material rodante seria capaz de viajar na infraestrutura existente da Network Rail, se necessário, com a rota cruzando a WCML existente e a East Coast Main Line (ECML). Uma segunda fase cancelada do projeto foi planejada para ir mais ao norte, até Manchester, Sheffield e Leeds, além de se conectar à Midland Main Line.

##### Northern Powerhouse Rail
Em junho de 2014, o chanceler do Tesouro, George Osborne, propôs a ligação ferroviária de alta velocidade Northern Powerhouse Rail (também conhecida como High Speed 3 ou High Speed North) entre Liverpool e Newcastle/Sheffield/Hull. A linha usaria a rota existente entre Liverpool e Newcastle/Hull e uma nova rota de Sheffield seguiria a mesma rota até Manchester Victoria e, em seguida, uma nova linha de Victoria a Sheffield, com túneis adicionais e outras infraestruturas.

#### Material rodante de alta velocidade
A partir de agosto de 2023, o seguinte material rodante na rede do Reino Unido será capaz de atingir 125 mph ou mais:
| Família               | Classificação TOPS         | Operador e nome                                           | Tipo     | Velocidade máxima registrada | Velocidade máxima planejada | Velocidade máxima em serviço |
| --------------------- | -------------------------- | --------------------------------------------------------- | -------- | ---------------------------- | --------------------------- | ---------------------------- |
| Siemens Velaro        | 374                        | Eurostar e320                                             | EMU      | 219 (352)                    | 200 (320)                   | 186 (300)                    |
| TGV TMST              | 373                        | Eurostar e300                                             | EMU      | 209 (334,7)                  | 186 (300)                   | 186 (300)                    |
| Hitachi A-train AT300 | 395                        | Southeastern Javelin                                      | EMU      | 157 (252)                    | 140 (225)                   | 140 (225)                    |
| Hitachi A-train AT300 | 800                        | GWR IET, LNER Azuma                                       | BMU      | Desconhecida                 | 140 (225)                   | 125 (200)                    |
| Hitachi A-train AT300 | 801                        | LNER Azuma                                                | EMU      |                              | 140 (225)                   | 125 (200)                    |
| Hitachi A-train AT300 | 802                        | GWR IET, TransPennine Express Nova 1, Hull Trains Paragon | BMU      |                              | 140 (225)                   | 125 (200)                    |
| Hitachi A-train AT300 | 803                        | Lumo (sem nome)                                           | EMU      |                              | 140 (225)                   | 125 (200)                    |
| Hitachi A-train AT300 | 805                        | Avanti West Coast (TBC)                                   | BMU      |                              | 140 (225)                   | 125 (200)                    |
| Hitachi A-train AT300 | 807                        | Avanti West Coast (TBC)                                   | EMU      |                              | 140 (225)                   | 125 (200)                    |
| Hitachi A-train AT300 | 810                        | EMR InterCity Aurora                                      | BMU      |                              | 140 (225)                   | 125 (200)                    |
| InterCity 225         | 91 + técnicos Mark 4       | LNER InterCity 225                                        | Elétrica | 162 (261)                    | 140 (225)                   | 125 (200)                    |
| Alstom Pendolino      | 390                        | Avanti West Coast Pendolino                               | EMU      | 162 (261)                    | 140 (225)                   | 125 (200)                    |
| CAF Civity            | 397                        | TransPennine Express Nova 2                               | EMU      |                              | 125 (200)                   | 125 (200)                    |
| InterCity 125         | 43 (HST) + técnicos Mark 3 | ScotRail Inter7City                                       | Diesel   | 148 (~240)                   | 125 (200)                   | 125 (200)                    |
| Class 67              | 67                         |                                                           | Diesel   | 143 (230)                    | 125 (200)                   | 125 (200)                    |
| Alstom Coradia        | 180                        | Grand Central Adelante                                    | DHMU     | 125 (200)                    | 125 (200)                   | 125 (200)                    |
| Bombardier Voyager    | 220                        | CrossCountry Voyager                                      | DEMU     | 125 (200)                    | 125 (200)                   | 125 (200)                    |
| Bombardier Voyager    | 221                        | Avanti West Coast Super Voyager CrossCountry Voyager      | DEMU     | 125 (200)                    | 125 (200)                   | 125 (200)                    |
| Bombardier Voyager    | 222                        | EMR InterCity Meridian                                    | DEMU     | 125 (200)                    | 125 (200)                   | 125 (200)                    |

Em 2011, a corrida mais rápida de início a fim programada por um serviço de trem doméstico do Reino Unido foi a Hull Trains 07.30 de King's Cross a Hull, que cobriu os 125,4 km (78 milhas) de Stevenage a Grantham em 42 minutos a uma velocidade média de 179,1 km/h (111,4 mph). Na época, esse trem era operado por uma unidade a diesel da Classe 180 que funcionava "sob fios" e agora é operado por unidades bimodais da Classe 802 Paragon, que operam com energia elétrica nesse trecho. Isso foi igualado por vários trens da East Coast operados pela Classe 91 de Leeds para Londres, se a permissão de recuperação de dois minutos para essa seção for excluída do horário público.

### Metrô local e outros sistemas ferroviários

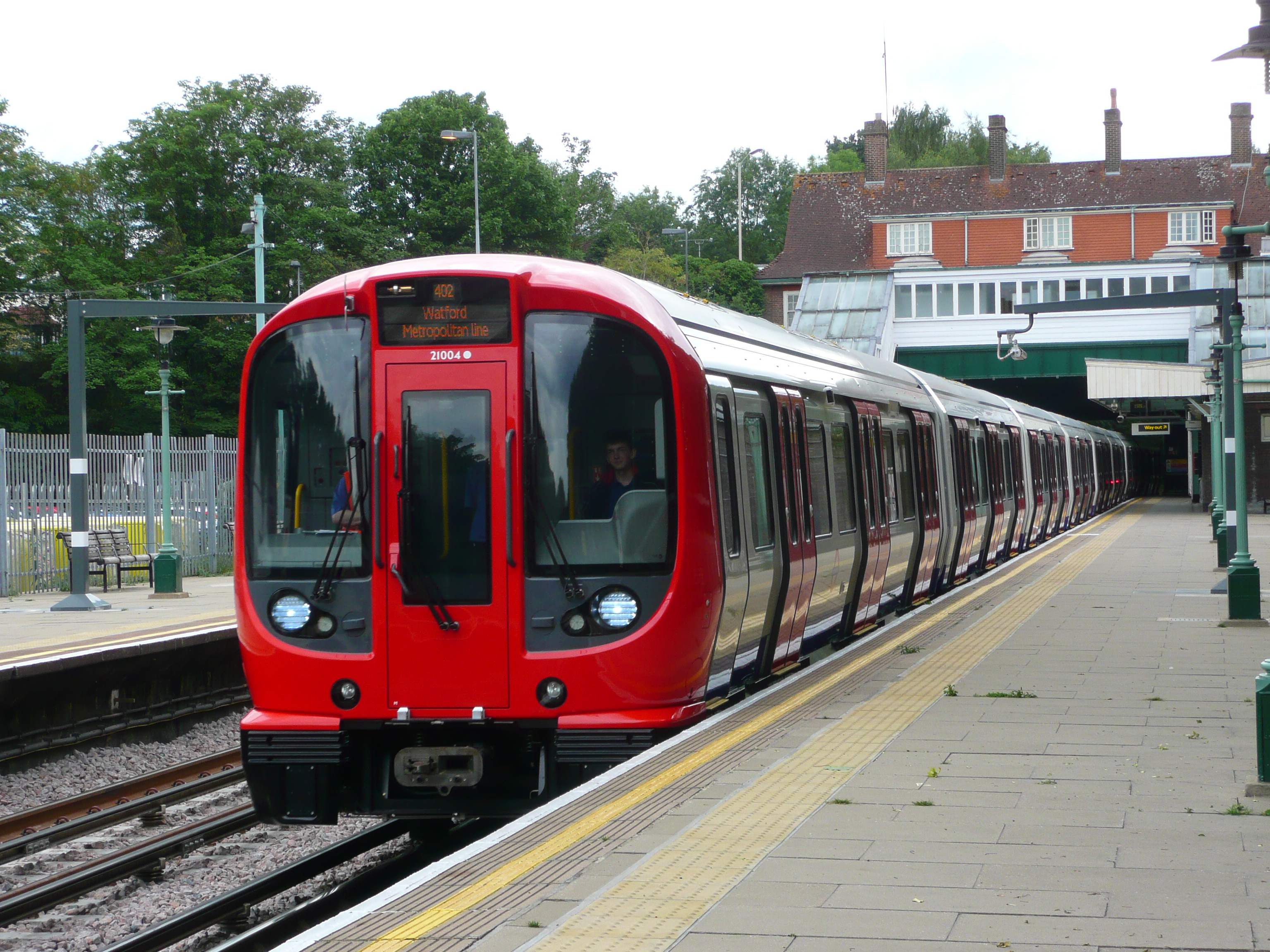
Um trem S-stock do metrô de Londres

Várias cidades têm redes de trânsito rápido. A tecnologia de metrô é usada no metrô de Glasgow, no Merseyrail, em Liverpool, no metrô de Londres, no London Overground e no London Docklands Light Railway, em Londres, e no Tyne and Wear Metro, em Newcastle upon Tyne.
Os sistemas de trens leves na forma de bondes estão em Birmingham, Croydon, Manchester, Nottingham, Sheffield e Edimburgo. Esses sistemas usam uma combinação de bondes que circulam nas ruas e, quando disponível, direito de passagem reservado ou antigas linhas ferroviárias convencionais em alguns subúrbios. O Blackpool tem o único sistema de bonde tradicional remanescente. Monotrilhos, bondes históricos, ferrovias em miniatura e funiculares também existem em vários lugares. Além disso, há várias ferrovias históricas (principalmente a vapor) de bitola padrão e estreita, e algumas ferrovias industriais e bondes. Algumas linhas que parecem ser operações históricas às vezes afirmam fazer parte da rede de transporte público, a Romney, Hythe and Dymchurch Railway em Kent transporta regularmente crianças em idade escolar.
A maioria das grandes cidades tem algum tipo de rede de trens urbanos. Entre elas estão Belfast, Birmingham, Bristol, Cardiff, Edimburgo, Glasgow, Leeds, Liverpool, Londres e Manchester.

## Serviços de mercadorias

Milhões de toneladas de frete ferroviário movimentadas no Reino Unido de 1983 a 2021 (média móvel anual). Houve uma grande redução no transporte de carvão em 1984-5 devido à greve dos mineiros.

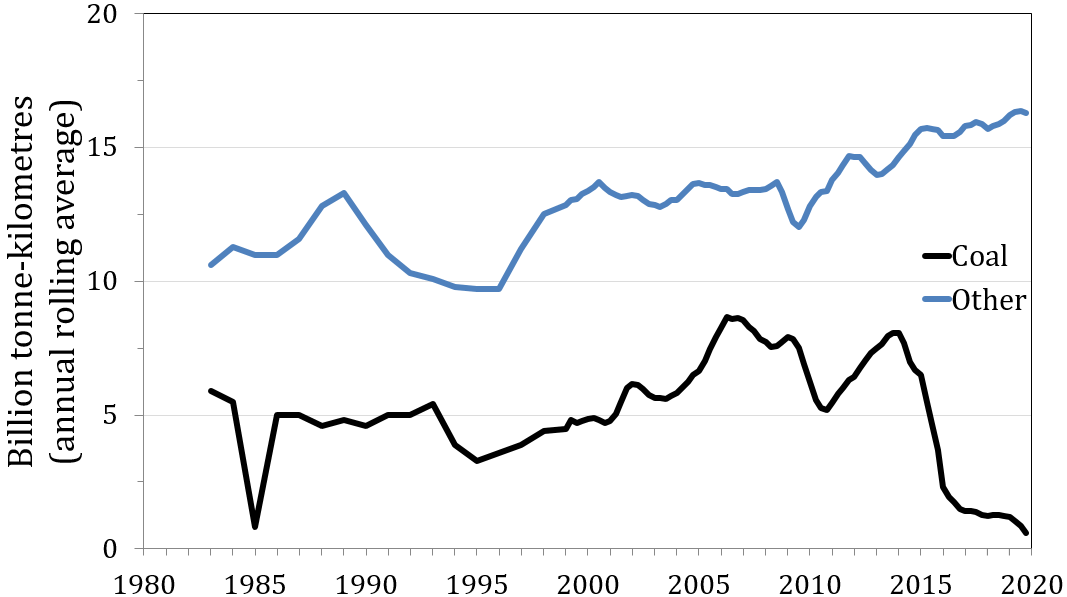
Bilhões de toneladas-quilômetro de frete ferroviário movimentados no Reino Unido de 1983 a 2019

Existem quatro principais empresas operadoras de mercadorias no Reino Unido, sendo a maior delas a DB Cargo UK (anteriormente DB Schenker, e antes English Welsh & Scottish (EWS)). Há também várias operadoras independentes menores, incluindo a Mendip Rail. Os tipos de frete transportados incluem intermodal - em essência, frete em contêineres - e carvão, metais, petróleo e materiais de construção. Os cortes de Beeching, em contraste com os serviços de passageiros, modernizaram muito o setor de mercadorias, substituindo vagões ineficientes por centros regionais em contêineres. Os serviços de frete estavam em declínio constante desde a década de 1930, inicialmente devido à redução na produção e, depois, à vantagem de custo do transporte rodoviário em combinação com salários mais altos. Desde 1995, no entanto, a quantidade de frete transportado pelas ferrovias aumentou muito devido à maior confiabilidade e concorrência, bem como aos serviços internacionais. Em 2000, o Plano Decenal de Transporte do Departamento de Transportes exigiu um aumento de 80% no frete ferroviário.
As estatísticas sobre frete são especificadas em termos do peso do frete transportado e da tonelada-quilômetro líquida, sendo o peso do frete multiplicado pela distância transportada. 116,6 milhões de toneladas de frete foram levantadas no período de 2013-4, contra 138 milhões de toneladas em 1986-7, uma redução de 16%. No entanto, um recorde de 22,7 bilhões de toneladas líquidas-quilômetro (14 bilhões de toneladas líquidas-milhas) de movimentação de frete foi registrado em 2013-4, contra 16,6 bilhões (10,1 bilhões) em 1986-7, um aumento de 38%. O carvão representou 36% do total de toneladas líquidas-quilômetro, embora sua participação estivesse diminuindo. O frete ferroviário aumentou sua participação no mercado desde a privatização (por tonelada-quilômetro líquida) de 7,4% em 1998 para 11,1% em 2013. O crescimento deveu-se, em parte, a mais serviços internacionais, incluindo o Túnel do Canal da Mancha e o Porto de Felixstowe, que é transportado em contêineres. No entanto, a partir de 2008, os gargalos da rede e o investimento insuficiente para atender aos contêineres de 9' 6" de altura restringiram o crescimento.
Uma perda simbólica para o setor de frete ferroviário na Grã-Bretanha foi o costume do Royal Mail, que, a partir de 2004, interrompeu o uso de sua frota de 49 trens e passou a usar o transporte rodoviário após quase 170 anos de preferência por trens. Os trens postais há muito tempo fazem parte da tradição das ferrovias na Grã-Bretanha, famosamente celebrada no filme Night Mail, para o qual W. H. Auden escreveu o poema de mesmo nome. Embora a Royal Mail tenha suspendido os trens postais em janeiro de 2004, essa decisão foi revertida em dezembro do mesmo ano, e a Classe 325 agora é usada em algumas rotas, inclusive entre Londres, Warrington e Escócia.

## Serviços de locação de trens
Na época da privatização, o material rodante da British Rail foi vendido para as novas operadoras, como no caso das empresas de transporte de carga, ou para as três ROSCOs (empresas de material rodante) que arrendam ou alugam o material para as operadoras de trens de passageiros e de carga. O leasing é relativamente comum no setor de transportes, pois permite que as empresas operadoras evitem a complicação associada à obtenção de capital suficiente para a compra de ativos.Em vez disso, os ativos são arrendados e pagos com a receita contínua. Desde 1994, observa-se um crescimento de empresas menores de aluguel pontual que fornecem material rodante em contratos de curto prazo. Muitas delas cresceram graças à venda de locomotivas pelas grandes operadoras de frete, especialmente a EWS.
Diferentemente de outros grandes participantes do sistema ferroviário privatizado da Grã-Bretanha, as ROSCOs não estão sujeitas à regulamentação rigorosa da autoridade reguladora econômica. Esperava-se que elas competissem entre si, e elas o fazem, embora não em todos os aspectos.

### Códigos de prática de concorrência
Desde a privatização, em 1995, as ROSCOs têm enfrentado críticas de vários setores, inclusive de empresas operadoras de trens de passageiros, como GNER, Arriva e FirstGroup, com base no argumento de que estão agindo como um oligopólio para manter os preços de arrendamento mais altos do que seriam em um mercado competitivo. Em 1998, o vice-primeiro-ministro John Prescott pediu ao regulador ferroviário John Swift que investigasse a operação do mercado e fizesse recomendações. Muitos acreditavam que Prescott era a favor de uma regulamentação muito mais rigorosa das ROSCOs, talvez colocando-as na rede da regulamentação específica do contrato, ou seja, exigindo que todo arrendamento de material rodante fosse aprovado pelo órgão regulador ferroviário antes de ser válido. O relatório de Swift não encontrou grandes problemas com a operação do que era, na época, um mercado incipiente e, em vez disso, recomendou que as ROSCOs assinassem códigos de prática voluntários e não vinculativos em relação ao seu comportamento futuro. Prescott não gostou disso, mas não tinha tempo legislativo para fazer muito a respeito. O sucessor de Swift como Regulador Ferroviário, Tom Winsor, concordou com Swift e os ROSCOs ficaram satisfeitos com os códigos de prática, juntamente com os novos poderes do Regulador Ferroviário para lidar com abuso de posição dominante e comportamento anticompetitivo nos termos da Lei de Concorrência de 1998. Ao estabelecer esses códigos, o regulador ferroviário deixou claro que esperava que as ROSCOs aderissem à sua letra e ao seu espírito. Os códigos de prática foram devidamente implementados e, nos cinco anos seguintes, o regulador ferroviário não recebeu nenhuma reclamação sobre o comportamento das ROSCOs.

### White paperde 2004

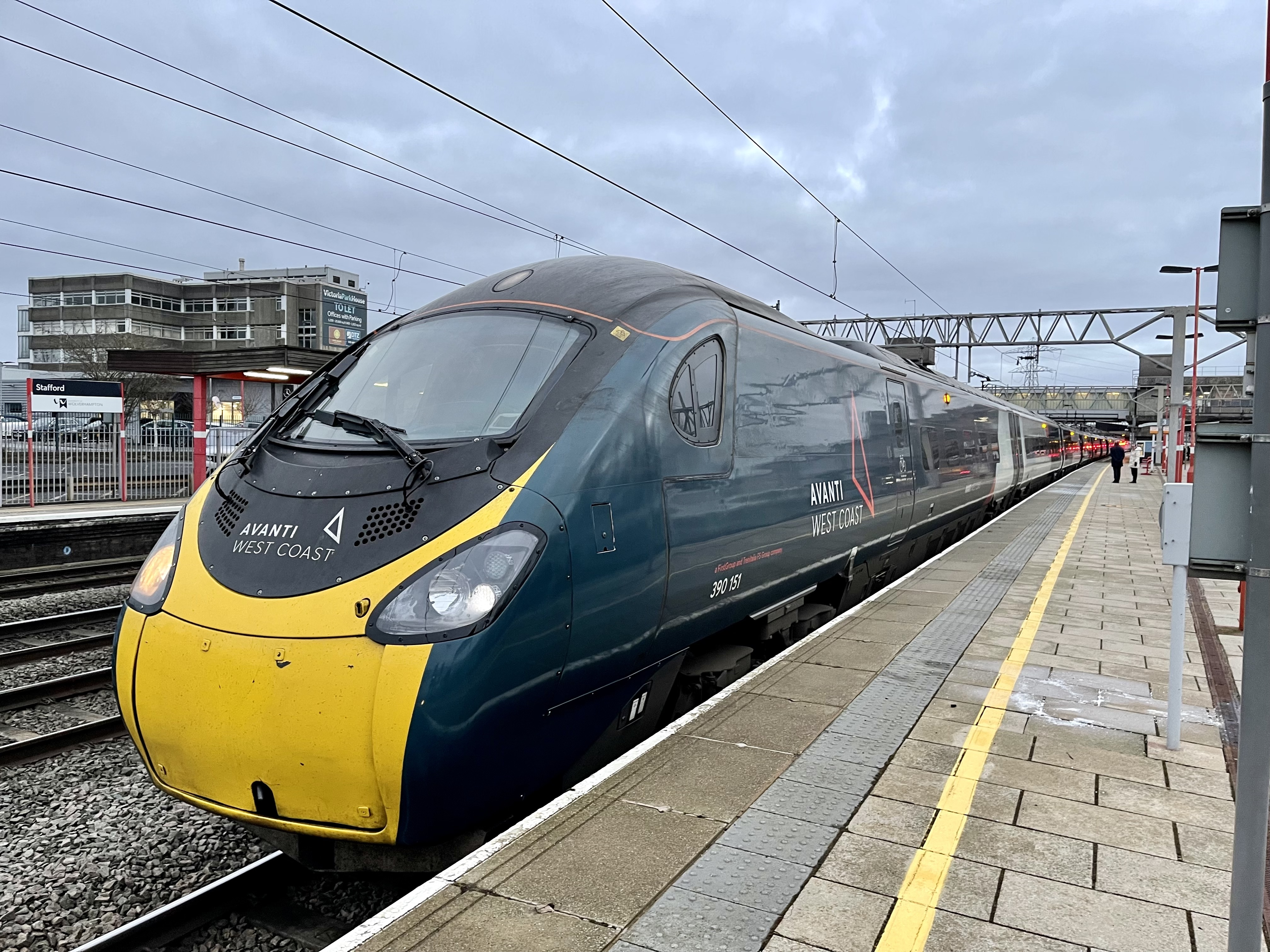
Um trem da Avanti West Coast Classe 390 Pendolino na estação de Stafford

Em julho de 2004, o White Paper do DFT sobre o futuro das ferrovias expressou insatisfação com a operação do mercado de leasing de material rodante e a crença de que poderia haver preços excessivos por parte das ROSCOs.
Em junho de 2006, Gwyneth Dunwoody, presidente do Transport Select Committee da Câmara dos Comuns, solicitou uma investigação sobre as empresas. O comentarista de transportes Christian Wolmar afirmou que o alto custo do leasing se deve à forma como as franquias são distribuídas às empresas operadoras de trens. Enquanto as TOCs estão negociando uma franquia, elas têm certa liberdade para propor diferentes opções de material rodante. Entretanto, somente depois de ganharem a franquia é que começam a negociar com os ROSCOs. A ROSCO conhecerá os requisitos do TOC e também saberá que o TOC deve obter uma combinação fixa de material rodante, o que coloca a empresa operadora de trens em desvantagem em suas negociações com a ROSCO.

### Comissão de Concorrência
Em 29 de novembro de 2006, após uma reclamação feita em junho de 2006 pelo DfT alegando preços excessivos por parte das ROSCOs, o Office of Rail Regulation (como era chamado na época) anunciou que estava disposto a encaminhar a operação do mercado de material rodante de passageiros para a Competition Commission, citando, entre outros fatores, problemas na política de franquia do próprio DfT como responsáveis pelo que pode ser considerado um mercado disfuncional. A ORR disse que consultará o setor e o público sobre o que fazer, e publicará sua decisão em abril de 2007. Se o ORR encaminhar o mercado para a Comissão de Concorrência, é bem possível que haja um hiato no investimento em novos materiais rodantes enquanto as ROSCOs e suas empresas controladoras aguardam para saber qual será o retorno que poderão obter com suas frotas de trens. Isso poderia ter a consequência indesejada de intensificar o problema de superlotação em algumas rotas, pois as TOCs não poderão aumentar o comprimento de seus trens ou adquirir novos trens se precisarem da cooperação das ROSCOs para sua aquisição ou financiamento. Alguns comentaristas sugeriram que esse resultado seria prejudicial ao interesse público. Isso é especialmente notável, uma vez que o National Audit Office, em seu relatório de novembro de 2006 sobre a renovação e atualização da West Coast Main Line, afirmou que a capacidade dos trens e da rede estará completa nos próximos anos e defendeu o alongamento dos trens como uma medida importante para lidar com o aumento acentuado do número de passageiros.
A Comissão de Concorrência conduziu uma investigação e publicou conclusões provisórias em 7 de agosto de 2008. O relatório foi publicado em 7 de abril de 2009. Um comunicado à imprensa resumiu as recomendações da seguinte forma:
- introduzir termos de franquia mais longos (em torno de 12 a 15 anos ou mais), o que permitiria que os TOCs percebessem os benefícios e recuperassem os custos da mudança para material rodante alternativo novo ou usado durante um período mais longo, o que aumentaria os incentivos e a capacidade de escolha dos TOCs

- avaliar os benefícios de propostas alternativas de material rodante novo ou usado além do prazo da franquia e em outras franquias ao avaliar as propostas de franquia. Isso incentivará uma escolha mais ampla de material rodante a ser considerada nas propostas de franquia, independentemente da duração da franquia

- garantir que os convites para licitação (ITTs) das franquias sejam especificados de forma que os licitantes das franquias possam escolher o material rodante;

- exigir que os ROSCOs removam as exigências de não discriminação dos Códigos de Prática, o que proporcionaria maiores incentivos para que os TOCs busquem melhores condições junto aos ROSCOs;

- exigir que os locadores de material rodante forneçam aos TOCs uma lista definida de informações ao fazer uma oferta de aluguel de material rodante usado, o que daria aos TOCs a capacidade de negociar com mais eficácia.

### Empresas de locação (ROSCO)
Três empresas assumiram o controle do material rodante da British Rail após a privatização:
- Angel Trains - possui 4.400 veículos no Reino Unido, de propriedade da AMP Capital Investors, PSP Investments e International Public Partnerships;

- Eversholt Rail Group - possui uma frota de mais de 4.000 veículos e é propriedade da CK Hutchison Holdings e da Cheung Kong Infrastructure Holdings;

- Porterbrook - aluga cerca de 3.500 locomotivas, trens e vagões de carga; pertence a um consórcio que inclui a Alberta Investment Management Corporation, Allianz, Électricité de France e Vantage Infrastructure.

Desde então, várias outras empresas entraram no mercado de leasing:
- Sovereign Trains - uma empresa que faz parte do mesmo grupo da operadora de acesso aberto Grand Central. A Sovereign Trains era proprietária do material rodante operado pela Grand Central. Foi dissolvida depois que o material foi vendido para a Angel Trains;[54]

- QW Rail Leasing - uma joint venture entre o National Australia Bank e o SMBC Leasing & Finance para fornecer o material rodante EMU para a London Overground;

- Macquarie European Rail - em abril de 2009, o Lloyds TSB entrou no mercado de material rodante ao financiar a compra de 30 novos veículos da Classe 379 para a National Express East Anglia. Em novembro de 2012, o Lloyds vendeu a empresa para o Macquarie Group.

- Beacon Rail,[55] proprietária de locomotivas Classe 68 e Classe 88, bem como DMUs Classe 220, Classe 313 e Classe 221;[56][57]

- UK Rail Leasing, proprietária de algumas locomotivas da Classe 56;

- Rock Rail Limited, proprietária de EMUs Siemens Desiro Classe 717 em serviço nas rotas Great Northern da Govia Thameslink Railway, EMUs Stadler Flirt Classe 745 e BMUs Classe 755 entrando em serviço na franquia Greater Anglia da Abellio, EMUs Bombardier Aventra Classe 701 entrando em serviço na franquia South Western do FirstGroup e da MTR, BMUs Hitachi Intercity para serviço na franquia East Midlands da Abellio e EMUs e BMUs Hitachi Intercity para serviço na franquia Avanti West Coast do First Group e da Trenitalia.[58]

### Empresas de aluguel pontual
As empresas de aluguel pontual oferecem leasing de curto prazo de material rodante.
- MiddlePeak Railways, uma empresa de aluguel e arrendamento de locomotivas com um estoque de locomotivas semelhantes às locomotivas de manobra Classe 08 e NS 0-6-0 600 Class, outras locomotivas, material rodante e peças;[59][60]
- GL Railease, de propriedade da GATX Capital, e Lombard, uma subsidiária do Royal Bank of Scotland;
- Harry Needle Railroad Company, uma empresa de aluguel e revisão de locomotivas industriais e de linha principal. Opera locomotivas de manobra Classe 08 e locomotivas Classe 20;[61]
- Riviera Trains, uma empresa de aluguel pontual com uma frota de locomotivas Classe 47. Essa empresa trabalha em conjunto com a DB Cargo UK;[62]
- West Coast Railways, uma operadora de aluguel pontual e transporte ferroviário com um estoque de locomotivas Classe 37 e Classe 47, bem como a locomotiva reconstruída Classe 57;
- Eastern Rail Services, uma empresa de aluguel de material rodante, que oferece leasing e aluguel, aquisição, fornecimento de peças, revisão e consultoria técnica.

## Enquadramento jurídico
As ferrovias na Grã-Bretanha pertencem ao setor privado, mas estão sujeitas ao controle do governo central e à regulamentação econômica e de segurança por órgãos do governo.
Em 2006, usando os poderes da Lei de Ferrovias de 2005, o DfT assumiu a maior parte das funções da Strategic Rail Authority, que foi dissolvida. Agora, o próprio DfT realiza concursos para a concessão de franquias de trens de passageiros e, uma vez concedidas, monitora e faz cumprir os contratos com os franqueados do setor privado. As franquias especificam os serviços ferroviários de passageiros que devem ser operados, a qualidade e outras condições (por exemplo, a limpeza dos trens, as instalações da estação e o horário de funcionamento, a pontualidade e a confiabilidade dos trens) que as operadoras devem cumprir. Algumas franquias recebem um subsídio do DfT para fazer isso, e algumas são positivas em termos de caixa, o que significa que o franqueado paga ao DfT pelo contrato. Algumas franquias começam com subsídios e, ao longo de sua vida útil, passam a ter caixa positivo.
A outra autoridade reguladora da ferrovia privatizada é o Office of Rail and Road (anteriormente Office of Rail Regulation), que, de acordo com a Lei das Ferrovias de 2005, é o órgão regulador econômico e de segurança combinado. Ele substituiu o Rail Regulator em 5 de julho de 2004. No entanto, o Rail Safety and Standards Board (Conselho de Normas e Segurança Ferroviária) ainda existe. Estabelecido em 2003 com base nas recomendações de uma investigação pública, ele lidera o progresso do setor em questões de saúde e segurança.
Os principais estatutos ferroviários modernos são:
- Lei das Ferrovias de 1993
- Lei de Concorrência de 1998 (na medida em que confere poderes de concorrência ao Office of Rail and Road)
- Lei de Transporte de 2000
- Lei de Segurança Ferroviária e de Transporte de 2003
- Lei das Ferrovias de 2005

## Órgãos do setor

### Autoridades legais
- Office of Rail and Road
- Departmento de Transportes
- Órgãos Notificados do Reino Unido

#### Autoridades delegadas
- Railtrack (1996–2002)
- Network Rail (2002–) – (Uma empresa "sem fins lucrativos" limitada por garantia)

### Outras entidades nacionais
- Institution of Railway Operators
- Rail Delivery Group
- Rail Freight Group
- Rail Passengers Council and Committees
- Rail Safety and Standards Board
- Rail Forum Midlands
- Railway Industry Association
- Railway Mission
- Railway Study Association

#### Sindicatos
As ferrovias são um dos setores industriais mais fortemente sindicalizados do Reino Unido.
- Associated Society of Locomotive Engineers and Firemen (ASLEF)
- National Union of Rail, Maritime and Transport Workers (RMT)
- Transport Salaried Staffs' Association (TSSA)

### Entidades regionais
- Transport for West Midlands
- TfGM (Transport for Greater Manchester)
- Merseytravel
- Metro (Metrô de West Yorkshire)
- Nexus (Tyne and Wear Passenger Transport Executive)
- Travel South Yorkshire (South Yorkshire Passenger Transport Executive)
- SPT (Strathclyde Partnership for Transport)
- TfL (Transport for London)

Veja Lista de empresas que operam trens no Reino Unido

### Empresas de frete
- GB Railfreight
- DB Cargo UK
- Freightliner
- Direct Rail Services
- Colas Rail
- Devon and Cornwall Railways
- Mendip Rail

### Operadoras de acesso aberto e de passageiros não franqueadas
- Eurostar
- Grand Central
- Heathrow Express
- Hull Trains
- Veneza-Simplon Orient Express (VSOE)

## 1820s-1840s: Primeiras empresas
Essa é apenas a mais antiga das aberturas de linhas principais: para obter uma lista mais abrangente das centenas de ferrovias antigas, consulte Lista das primeiras empresas ferroviárias britânicas
- Stockton and Darlington Railway (1825) – Primeira ferrovia de passageiros movida a vapor do mundo.
- Canterbury and Whitstable Railway (1830) – Primeira ferrovia de passageiros movida a vapor a emitir bilhetes para a temporada.
- Liverpool and Manchester Railway (1830) – Primeira ferrovia de passageiros InterCity.
- Grand Junction Railway (1833) – A linha construída pela empresa foi a primeira ferrovia tronco a ser concluída na Inglaterra e, sem dúvida, a primeira ferrovia de longa distância do mundo com tração a vapor.
- London and Greenwich Railway (1836) – Primeira ferrovia a vapor da capital, a primeira a ser construída especificamente para passageiros e a primeira ferrovia elevada.
- London and Birmingham Railway (1837) –  Primeira linha InterCity a ser construída em Londres.
- Midland Counties Railway (1839)
- Birmingham and Derby Junction Railway (BDJR) (1839)
- North Midland Railway (1840)
- Taff Vale Railway (1840)

## Patrimônio histórico e privado

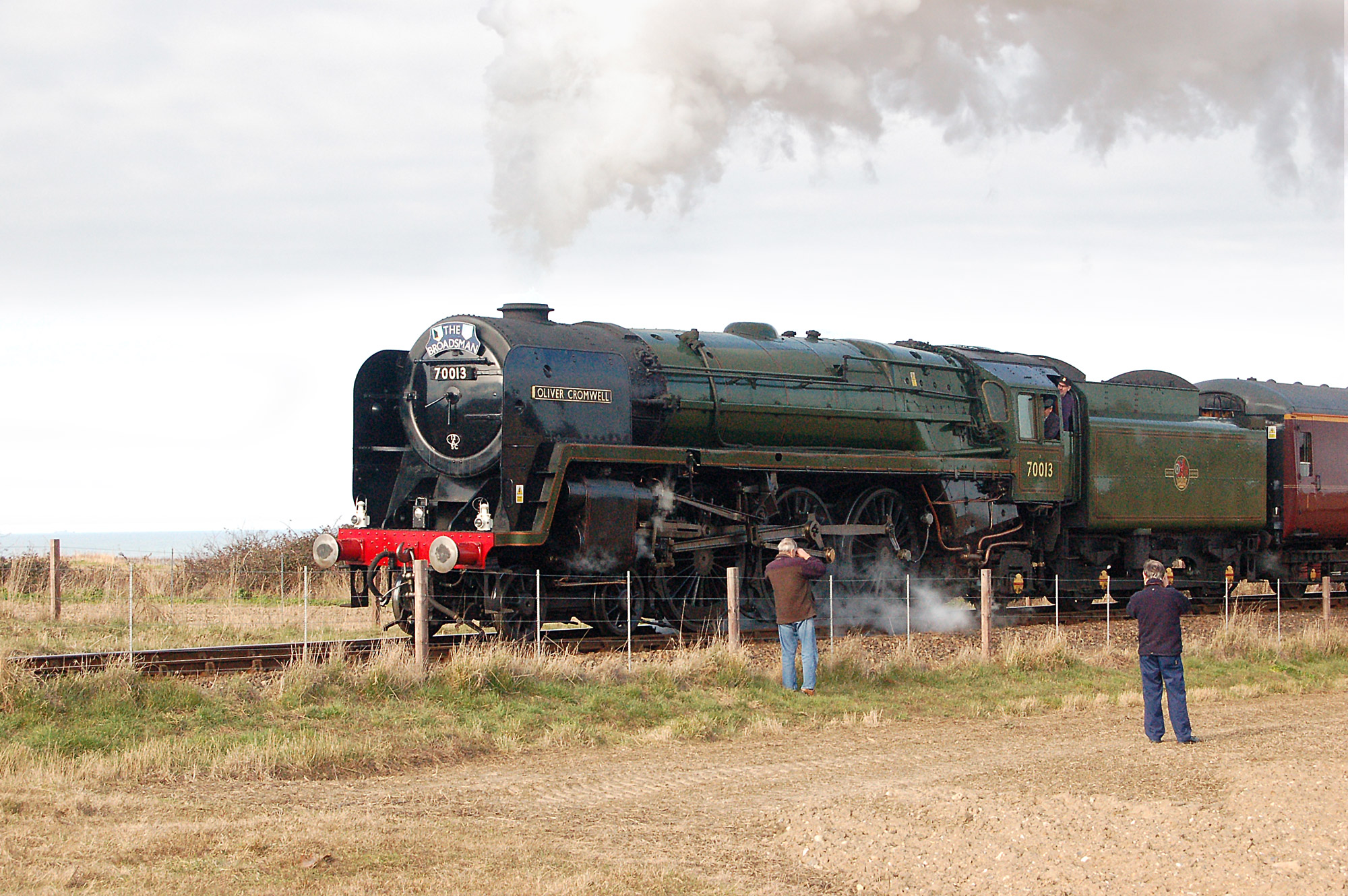
As ferrovias históricas são atrações turísticas populares. A foto mostra uma locomotiva preservada (BR Standard 7MT 70013 Oliver Cromwell) na North Norfolk Railway em 11 de março de 2010.

Muitas linhas fechadas pela British Railways, incluindo muitas fechadas durante os cortes de Beeching, foram restauradas e reabertas como ferrovias históricas. Algumas foram reformadas como ferrovias de bitola estreita, mas a maioria é de bitola padrão. A maioria usa locomotivas a vapor e a diesel para o transporte. A maior parte das ferrovias históricas é operada como atração turística e não oferece serviços regulares de trem durante todo o ano.

## Reaberturas de linhas propostas
Vários grupos de pressão estão fazendo campanha para a reabertura de linhas ferroviárias fechadas na Grã-Bretanha. Esses grupos incluem:
- Ashington–Bedlington–Newcastle[63]
- Marlow Branch (Bourne End–High Wycombe)[64]
- Cambridge–Oxford, East West Rail[65] Esse projeto foi aprovado pelo governo em novembro de 2011.
- Carmarthen-Aberystwyth line
- Colne–Skipton, Skipton-East Lancashire Rail Action Partnership[66]
- Great Central Railway Notts–Leicester
- Lynn and Hunstanton Railway[67]
- Peak Rail: (Matlock–Bakewell). Linha com financiamento insuficiente
- Portishead Railway de Portishead até Bristol Temple Meads[68]
- Linha de South Staffordshire (Stourbridge–Walsall-Lichfield)
- St Andrews Rail Link (Leuchars–St Andrews)
- Linha de Wealden (Uckfield–Lewes)[69]
- Linha de Woodhead (Hadfield–Penistone)
- Linha de York à Beverley (York–Beverley)

De 1995 a 2009, 27 novas linhas (totalizando 199 milhas de trilhos) e 68 estações foram abertas, com 65 novos locais de estações identificados pela Network Rail ou pelo governo para possível construção. Em 15 de junho de 2009, a Association of Train Operating Companies (ATOC) publicou o relatório Connecting Communities: Expanding Access to the Rail Network (Conectando Comunidades: Expandindo o acesso à rede ferroviária), detalhando esquemas em toda a Inglaterra onde acreditava haver um caso de negócios comerciais para a expansão da rede de passageiros. As propostas publicadas envolviam a reabertura ou a nova construção de 40 estações, atendendo a comunidades com população acima de 15.000 habitantes, incluindo 14 esquemas que envolviam a reabertura ou reconstrução de linhas ferroviárias para serviços de passageiros. Esses seriam projetos locais de curto prazo, a serem concluídos em prazos que variam de 2 anos e 9 meses a 6 anos, uma vez aprovados pelos governos locais e regionais, pela Network Rail e pelo Departamento de Transportes, complementando os projetos nacionais de longo prazo existentes.

### Cidades mais populosas sem serviços de trem
Esta é uma lista das cidades da Inglaterra que não têm nenhum tipo de serviço ferroviário. Os serviços levados em conta incluem National Rail, elétrico e serviços de metrô, como o Manchester Metrolink ou o Tyne and Wear Metro. A primeira lista é de cidades separadas. A segunda lista é de cidades que fazem parte de uma conurbação maior.

#### Áreas urbanizadas
| Cidade                     | População (estimativa de 2019) | Fechamento da estação ferroviária | Notas |
| -------------------------- | ------------------------------ | --------------------------------- | --- |
| Rushden                    | 41.387                         | 1969                              | Foram apresentadas propostas para a estação ferroviária Rushden Parkway na Midland Main Line, a oeste da cidade. |
| Coalville                  | 41.223                         | 1964                              | Proposta para reabertura na linha Leicester-Burton upon Trent. |
| Abingdon-on-Thames         | 40.074                         | 1963                              | A estação ferroviária de Radley fica a menos de um quilômetro dos limites da cidade. |
| Canvey                     | 38.849                         | N/A                               | Benfleet está localizada nas proximidades, no continente. |
| Blyth                      | 39.535                         | 1964                              | O projeto Northumberland Line está reabrindo um serviço ferroviário de passageiros para Newsham (nos arredores de Blyth) até 2024. |
| Wisbech                    | 35.681                         | 1968                              | Um relatório de 2009 declarou que era possível reabrir a linha de Bramley até a estação ferroviária de March por 12 milhões de libras, já que a linha existia, mas não era utilizada. Desde então, pouco foi feito e o custo aumentou para um valor estimado de £70 milhões até 2019. |
| Bideford                   | 30.783                         | 1965                              | |
| Witney                     | 30.518                         | 1962                              | |
| Norton Radstock            | 30.319                         | 1966                              | |
| Consett                    | 30.023                         | 1967                              | |
| Clay Cross/North Wingfield | 29.975                         | 1967                              | |
| Burntwood                  | 29.525                         | 1965                              | A cidade é servida pela Chasewater Railway, que é uma ferrovia histórica. |
| Ashington                  | 28.139                         | 1964                              | O projeto Northumberland Line está reabrindo um serviço ferroviário de passageiros para Ashington até 2024. |
| Haverhill                  | 27.481                         | 1967                              | |
| Portishead                 | 26.535                         | 1964                              | Desde 2020, há planos em andamento para reabrir a estação de Portishead. |
| Daventry                   | 25.781                         | 1958                              | Atualmente, a estação mais próxima é Long Buckby, no Northampton Loop. Foram feitas propostas para reabrir a estação ferroviária de Weedon como uma nova estação Daventry Parkway. Ambas as estações estão aproximadamente à mesma distância (cerca de 7,2 km) do centro de Daventry. |
| Stubbington                | 25.239                         | N/A                               | Situada no distrito de Fareham e a 3km da estação ferroviária de Fareham. |
| Stanley, County Durham     | 22.553                         | 1955                              | A estação anterior era a estação ferroviária de West Stanley. |
| Maldon                     | 22.032                         | 1964                              | |
| Clevedon                   | 21.138                         | 1966                              | |
| Bordon                     | 20.789                         | 1957                              | |
| Dereham                    | 21.362                         | 1969                              | A cidade é servida por uma estação da Mid-Norfolk Railway, que é uma ferrovia histórica. |
| Stourport-on-Severn        | 21.096                         | 1970                              | |
| Dinnington                 | 20.443                         | 1929                              | A estação anterior era a estação ferroviária de Dinnington e Laughton, que fica em uma linha ainda usada para frete. |
| Hythe                      | 20.402                         | 1966                              | A estação anterior estava em uma linha em uso até 2016. |

#### Divisões de áreas urbanizadas
| Cidade                  | População (censo de 2011) | Fechamento da estação ferroviária | Área urbana                              | Notas |
| ----------------------- | ------------------------- | --------------------------------- | ---------------------------------------- | --- |
| Dudley                  | 79.379                    | 1964                              | Conurbação de Midlands Ocidentais        | A cidade é servida pela estação de Dudley Port, a pouco mais de um quilômetro do centro da cidade, mas fora dos limites do distrito. As obras começaram em janeiro de 2020 em uma extensão de £449 milhões de 10,9 km (6,8 milhas) do sistema de bonde West Midlands Metro de Wednesbury a Dudley, na formação da antiga linha South Staffordshire. |
| Gosport                 | 71.529                    | 1953                              | South Hampshire                          | Embora Gosport não tenha uma estação de trem, a estação Portsmouth Harbour fica a uma curta viagem de balsa para pedestres. |
| Newcastle-under-Lyme    | 75.082                    | 1964                              | Área urbana de Stoke-on-Trent            | Newcastle-under-Lyme fica a 45 minutos a pé da estação ferroviária de Stoke-on-Trent. |
| Washington              | 67.085                    | 1964                              | Wearside                                 | Anteriormente, a cidade tinha uma estação no que hoje é a linha Leamside desativada. Ela foi objeto de muitas propostas de reabertura, incluindo uma possível extensão do sistema de metrô Tyne and Wear. |
| Waterlooville           | 64.350                    | N/A                               | South Hampshire                          | Fica no distrito de Havant, que tem quatro estações. |
| Halesowen               | 58.135                    | 1958                              | Conurbação de Midlands Ocidentais        | A 40 minutos a pé da estação ferroviária de Old Hill. |
| Leigh                   | 52.855                    | 1969                              | Área urbana da Grande Manchester         | Situa-se no corredor de ônibus guiado Leigh-Salford-Manchester Bus Rapid Transit, que liga Leigh, Salford e o centro da cidade de Manchester. |
| Swadlincote             | 45.000                    | 1947                              | Área urbana de Burton upon Trent         | A reabertura da linha Leicester-Burton upon Trent teria uma estação em Gresley, ao sul da cidade. |
| Kingswood               | 40.734                    | N/A                               | Área urbana de Bristol                   | |
| Skelmersdale            | 38.813                    | 1963                              | Área urbana de Wigan                     | Skelmersdale foi designada como uma "nova cidade" em 1961, com foco nas pessoas que possuem carros. No entanto, uma proposta foi considerada pelo Conselho do Condado de Lancashire. O Departamento de Transportes anunciou em julho de 2022 que rejeitaria o Strategic Outline Business Case, colocando o esquema em dúvida.                       |
| Dunstable               | 30.184                    | 1965                              | Área urbana de Luton/Dunstable           | Encontra-se em um corredor de ônibus guiado que liga a cidade a estações em Luton. |
| Willenhall              | 28.480                    | 1965                              | Conurbação de Midlands Ocidentais        | A estação ferroviária de Willenhall, que fica em uma linha de carga/desvio entre as estações ferroviárias de Wolverhampton e Walsall/Tame Bridge, será reaberta para passageiros em 2023. |
| Aldridge                | 26.988                    | 1965                              | Conurbação de Midlands Ocidentais        | A estação de Aldridge foi proposta para reabertura até 2040. Ela fica em uma linha de frete/desvio entre as estações ferroviárias de Walsall e Water Orton. |
| Ferndown                | 26.559                    | N/A                               | Conurbação do sudeste de Dorset          | |
| Woodley                 | 25.932                    | N/A                               | Área urbana de Reading/Wokingham         | A estação de Earley fica no limite sul da paróquia, mas separada de Woodley pela rodovia de pista dupla A3290. Woodley fica no bairro de Wokingham, que tem seis estações, incluindo a já mencionada Earley. |
| Rawtenstall, Lancashire | 23.128                    | 1972                              | Área construída de Accrington/Rossendale | A cidade tem uma estação na East Lancashire Railway, servida por uma ferrovia histórica. |

## Ligações com países adjacentes
- Grã-Bretanha (bitola padrão)
  - França (Eurostar) via Eurotúnel, anteriormente por balsas de trem.
  - Bélgica (Eurostar) via França usando o Eurotúnel.
  - Países Baixos (Eurostar) via França e Bélgica usando o Eurotúnel.

### Serviços de balsa-ferrovia
- Países Baixos - serviço Dutchflyer de trem/mar/ferrovia
- Irlanda - Serviço SailRail via Holyhead, Stranraer ou Fishguard

### Citações
1. ↑  «Rail infrastructure, assets and environmental – 2016–17 Annual Statistical Release» (PDF). Office of Rail and Road. 24 de outubro de 2017. Consultado em 7 de setembro de 2018. Cópia arquivada (PDF) em 7 de setembro de 2018
2. ↑  «Infrastructure on the railways – Table 2.52». ORR Data Portal (em inglês). Office of Rail and Road. Consultado em 7 de setembro de 2018. Cópia arquivada em 7 de setembro de 2018
3. 1 2  «ORR Table 1220 – Passenger Journeys» (em inglês). Office of Rail and Road. 3 de junho de 2021
4. 1 2  «Petrol price hike boosts rail passenger numbers, says ATOC». Rail (em inglês). Peterborough. 10 de agosto de 2011. p. 22
5. ↑  «Rail's transformation in numbers – Dataset on rail industry finances, performance and investment since 1997–98» (PDF) (em inglês). Rail Delivery Group. Dezembro de 2016. p. 12. Consultado em 7 de setembro de 2018. Cópia arquivada em 6 de fevereiro de 2017
6. ↑  «Nine out of ten trains arrive on time during January» (Nota de imprensa) (em inglês). Network Rail. 18 de fevereiro de 2010. Cópia arquivada em 29 de setembro de 2011
7. ↑  «The Economic Contribution of UK Rail 2018» (PDF) (em inglês). p. 13. Consultado em 18 de outubro de 2018. Cópia arquivada (PDF) em 19 de outubro de 2018
8. ↑  «the 2017 European Railway Performance Index» (em inglês). Boston Consulting Group. 8 de janeiro de 2021
9. ↑  Brandon e Brooke, Railway Haters (2019) p. 10
10. ↑  Gourvish, Terry. British Rail 1974–1997: From Integration to Privatisation (em inglês). [S.l.: s.n.] p. 277
11. ↑  https://www.legislation.gov.uk/ukpga/1993/43/contents (em inglês)
12. ↑  https://www.networkrail.co.uk/wp-content/uploads/2023/07/Network-Rail-Annual-Report-and-Accounts-2023.pdf
13. ↑  «GB rail: Dataset on financial and operational performance 1997–98 – 2012–13» (PDF) (em inglês). Consultado em 4 de agosto de 2015. Cópia arquivada (PDF) em 6 de julho de 2017
14. 1 2 3  «Have train fares gone up or down since British Rail?». BBC News (em inglês). 22 de janeiro de 2013. Consultado em 2 de agosto de 2015
15. ↑  «The facts about rail fares – Stagecoach Group». stagecoach.com (em inglês). Consultado em 2 de outubro de 2016
16. 1 2  «Rail industry financial information 2015–16 | Office of Rail and Road» (PDF) (em inglês). Government of the United Kingdom. Consultado em 22 de fevereiro de 2017. Cópia arquivada (PDF) em 9 de outubro de 2022
17. ↑  «Our Legal and Financial Structure: How are we regulated» (em inglês). Network Rail. Consultado em 25 de janeiro de 2011
18. ↑  Sedghi, Ami (25 de julho de 2013). «How safe are Europe's railways?». The Guardian (em inglês). London
19. ↑  «West Coast rail works completed». BBC News (em inglês). 14 de dezembro de 2008
20. ↑  «Do the public want the railways renationalised?». Full Fact (em inglês). 14 de junho de 2018. Consultado em 15 de agosto de 2019
21. ↑  «COVID-19: Rail passenger numbers fall to lowest level since time of steam trains in 1872». Sky News (em inglês). 3 de junho de 2021. Consultado em 3 de outubro de 2023
22. ↑  «The ONS classifies train operating companies now running under emergency measures agreements». ONS (em inglês). 31 de julho de 2020. Consultado em 12 de abril de 2021
23. ↑  «UK rail effectively 'renationalised' during pandemic». transportxtra (em inglês). 3 de agosto de 2020. Consultado em 12 de abril de 2021
24. 1 2  «Rail franchises axed as help for train firms extended». BBC News (em inglês). 21 de setembro de 2020. Consultado em 19 de maio de 2021
25. ↑  «Integrated Rail Plan: biggest ever public investment in Britain's rail network will deliver faster, more frequent and more reliable journeys across North and Midlands». Department of Transport (em inglês). 18 de novembro de 2021. Consultado em 18 de novembro de 2021
26. ↑  «Passenger Rail Usage 2014–15 Q4 | Office of Rail and Road». orr.gov.uk (em inglês)
27. ↑  «Performance and punctuality (PPM) – Network Rail». networkrail.co.uk (em inglês). Consultado em 2 de outubro de 2016. Cópia arquivada em 8 de dezembro de 2015
28. 1 2  «Do UK commuters pay the highest rail fares in Europe?» (em inglês). 16 de agosto de 2011
29. ↑  «Why are UK train tickets more expensive than in Europe?». BBC News (em inglês)
30. ↑  «Average Age of Rolling Stock by sector – Table 2.30» (em inglês). Consultado em 5 de agosto de 2015. Cópia arquivada em 19 de novembro de 2015
31. ↑  «New trains bring down average age of UK rolling stock». railmagazine.com
32. ↑  «Passenger journeys by year» (em inglês). Consultado em 7 de agosto de 2015. Cópia arquivada em 8 de outubro de 2015
33. ↑   [ligação inativa]
34. ↑  «Bullet train in milestone run on HS1» (em inglês). 10 de junho de 2008. Consultado em 14 de março de 2015. teste anterior bem-sucedido de "excesso de velocidade" para verificar a estabilidade e a condução do trem em 18 de abril, quando o trem atingiu a velocidade máxima de 252 km/h
35. ↑  «Rail». Rail (em inglês) (612). Peterborough. 25 de fevereiro de 2009
36. ↑  «Class 67». Southern Railway Email Group (em inglês). Consultado em 10 de março de 2021
37. ↑  Taylor, Dr Colin; John Heaton (Setembro de 2011). «World Speed Survey 2011». Railway Gazette International (em inglês). 167 (9): 61–70
38. ↑  «ORR: Freight lifted» (em inglês). Consultado em 29 de setembro de 2016. Cópia arquivada em 29 de setembro de 2016
39. ↑  «Archived copy» (em inglês). Consultado em 5 de março de 2020. Cópia arquivada em 11 de maio 2021
40. ↑  Topham, Gwyn (17 de março de 2013). «Rail freight in Britain: shaped by Beeching, despite his reputation». The Guardian (em inglês). Consultado em 21 de julho de 2015
41. 1 2  Ayet Puigarnau, Jordi (11 de maio de 2006). «Annexes to the Communication on the implementation of the railway infrastructure package Directives ('First Railway Package')» (PDF) (em inglês). Council of the European Union. Consultado em 21 de julho de 2015
42. ↑  Private and Public Enterprise in Europe: Energy, Telecommunications and Transport, 1830–1990 (em inglês). [S.l.]: Cambridge University Press. 1 de janeiro de 2005. ISBN 9780521835244
43. 1 2  Woodburn, Allan (2008). «Container Train Operations Between Ports and Their Hinterlands: a UK Case Study» (PDF) (em inglês). UN Economic Commission for Europe. Consultado em 21 de julho de 2015
44. ↑  «The Government's Ten Year Transport Plan» (PDF) (em inglês). Government of the United Kingdom. 6 de setembro de 2000. Consultado em 17 de maio de 2015. Cópia arquivada (PDF) em 18 de maio de 2015
45. 1 2  «2013–14 Quarter 4 Statistical Release – Freight Rail Usage» (PDF). Office of Rail Regulation (em inglês). 22 de maio de 2014. Consultado em 21 de julho de 2015. Cópia arquivada (PDF) em 9 de outubro de 2022
46. ↑  «Rail trends factsheet, Great Britain: 2014 – Publications – Government of the United Kingdom» (em inglês). Government of the United Kingdom. 15 de outubro de 2014. Consultado em 21 de julho de 2015
47. ↑  «Display Report». Office of Rail and Road – National Rail Trends Portal (em inglês). Consultado em 21 de julho de 2015. Cópia arquivada em 3 de setembro 2015
48. ↑  Amusan, Folusho (21 de maio de 2015). «Freight Rail Usage 2014–15 Quarter 4 Statistical Release» (PDF) (em inglês). Office of Rail and Road. Consultado em 21 de julho de 2015
49. ↑  «Review of train leasing urged». BBC News (em inglês). 6 de junho de 2006
50. ↑  Wolmar, Christian. On the Wrong Line (em inglês). [S.l.: s.n.] p. 289
51. ↑  «Rolling stock leasing market investigation: Provisional findings» (PDF) (Nota de imprensa) (em inglês). Competition Commission. 7 de agosto de 2008. Consultado em 26 de outubro de 2008. Cópia arquivada (PDF) em 23 de outubro de 2008
52. ↑  «Rolling Stock Leasing market investigation». Competition Commission (em inglês). Cópia arquivada em 20 de maio de 2014
53. ↑   [ligação inativa]
54. ↑  International2010-03-02T13:44:00+00:00, Railway Gazette (2 de março de 2010). «Angel Trains in Grand Central HST sale and lease-back deal». Railway Gazette International (em inglês)
55. ↑  «BRL Home» (em inglês). Beaconrail.com. Consultado em 20 de maio de 2014
56. ↑  «Rolling stock leaser Beacon Rail acquires 78-train fleet». Global Rail News (em inglês). 26 de julho de 2017. Consultado em 9 de agosto de 2017. Cópia arquivada em 10 de agosto de 2017
57. ↑  «Cl.313». We lease passenger and freight rolling stock across Europe (em inglês). Consultado em 6 de julho de 2021
58. ↑  «Rock Rail UK». Rock Rail (em inglês). Consultado em 30 de junho de 2020
59. ↑  «MiddlePeak Railways Ltd – Shunter Lok/Loco/Loc hire – Locomotive & Rolling Stock; hire & Leasing!! Railshunters – rangeerlocomotieven» (em inglês). Middlepeak.co.uk. Consultado em 20 de maio de 2014
60. ↑  «MiddlePeak Railways». middlepeak.co.uk (em inglês). Consultado em 27 de março de 2018
61. ↑  «HNRC – Harry Needle Railroad Company» (em inglês). Consultado em 28 de abril de 2004. Cópia arquivada em 20 de maio de 2004
62. ↑  «Welcome to Riviera Trains» (em inglês). Consultado em 13 de março de 2012
63. ↑  «SENRUG : South East Northumberland Rail User Group» (em inglês). Cópia arquivada em 2 de junho de 2008
64. ↑  YourHighWycombe – the open forum for everyone who lives and works in High Wycombe Arquivado em 23 julho 2008 no Wayback Machine
65. ↑  «The route» (em inglês). EastWestRail. 22 de abril de 2014. Consultado em 20 de maio de 2014. Cópia arquivada em 28 de julho de 2013
66. ↑  Selrap. «Skipton East Lancashire Railway Action Partnership» (em inglês). Selrap. Consultado em 20 de maio de 2014
67. ↑  «Take a train to Hunstanton». KING'S LYNN HUNSTANTON RAILWAY CAMPAIGN (em inglês)
68. ↑  «Councillors confident trains to Bristol from Portishead will run 'by 2023'». North Somerset Times (em inglês). 1 de março de 2019. Consultado em 26 de abril de 2019. Cópia arquivada em 25 de abril de 2019
69. ↑  «Welcome to the Wealden Line Campaign» (em inglês). 21 de agosto de 2009. Consultado em 27 de março de 2018. Cópia arquivada em 21 de agosto de 2009
70. ↑  «Connecting Communities – Expanding Access to the Rail Network» (pdf) (em inglês). Londres: Association of Train Operating Companies. Junho de 2009. p. 6. Consultado em 7 de setembro de 2018
71. ↑  «Connecting Communities – Expanding Access to the Rail Network» (pdf) (em inglês). Londres: Association of Train Operating Companies. Junho de 2009. Consultado em 7 de setembro de 2018
72. ↑  «Move to reinstate lost rail lines». BBC News (em inglês). 15 de junho de 2009. Consultado em 15 de junho de 2009
73. ↑  «United Kingdom: Urban Areas in England». www.citypopulation.de (em inglês). Consultado em 19 de junho de 2021
74. ↑  «Disused Stations: Rushden Station». www.disused-stations.org.uk (em inglês). Consultado em 10 de abril de 2020
75. ↑  Quick, Michael (2019). «Railway Passenger Stations in England, Scotland and Wales; a Chronology» (PDF). rchs.org.uk (em inglês). p. 123. Consultado em 10 de abril de 2020. Cópia arquivada (PDF) em 15 de novembro de 2019
76. 1 2  Pickering, Graeme (abril de 2020). «Rail Reopening Schemes». The Railway Magazine (em inglês). 166 (1,429). Horncastle: Mortons Media. p. 39. ISSN 0033-8923
77. ↑  «Disused Stations: Abingdon Station». www.disused-stations.org.uk (em inglês). Consultado em 10 de abril de 2020
78. ↑  «Disused Stations:Blyth Station (2nd)». www.disused-stations.org.uk (em inglês). Consultado em 10 de abril de 2020
79. 1 2  Quick, Michael (2019). «Railway Passenger Stations in England, Scotland and Wales; a Chronology» (PDF). rchs.org.uk (em inglês). p. 433. Consultado em 10 de abril de 2020. Cópia arquivada (PDF) em 15 de novembro de 2019
80. ↑  Johnston, Howard (28 de agosto de 2019). «Regional News (Anglia)». Rail Magazine (em inglês) (886). Peterborough: Bauer Media. p. 11. ISSN 0953-4563
81. ↑  «Disused Stations: Consett Station» (em inglês)
82. ↑  «Disused Stations:Ashington Station». www.disused-stations.org.uk (em inglês). Consultado em 10 de abril de 2020
83. ↑  «Disused Stations: Haverhill Station». www.disused-stations.org.uk (em inglês). Consultado em 10 de abril de 2020
84. ↑  «Home». Daventry Parkway Project (em inglês). Consultado em 1 de novembro de 2021. Cópia arquivada em 30 de novembro de 2021
85. ↑  «Daventry boy, 15, leads campaign for £20m new railway station». BBC News (em inglês). 11 de setembro de 2021. Consultado em 1 de novembro de 2021
86. ↑  «Daventry Parkway: the right station at the right time?». www.modernrailways.com (em inglês). 25 de agosto de 2021. Consultado em 1 de novembro de 2021
87. ↑  Harry Burr and Daventry Parkway on BBC Look East in the evening (em inglês), consultado em 1 de novembro de 2021
88. ↑  «The Old Railway Lines to Maldon». itsaboutmaldon.co.uk (em inglês). Consultado em 25 de janeiro de 2021
89. ↑  Marshall, John (1989). The Severn Valley Railway (em inglês). Newton Abbot: David St John Thomas. p. 164. ISBN 0-946537-45-3
90. ↑  UK Census (2011). «Local Area Report – Dudley (Dudley) Built-up area sub division (E35000284)». Nomis. Office for National Statistics. Consultado em 10 de abril de 2020
91. ↑  «Disused Stations: Dudley station». www.disused-stations.org.uk (em inglês). Consultado em 10 de abril de 2020
92. ↑  Harris, Nigel, ed. (12 de fevereiro de 2020). «Dudley Metro extension begins». Rail Magazine (em inglês) (898). Peterborough: Bauer Media. p. 11. ISSN 0953-4563
93. ↑  UK Census (2011). «Local Area Report – Gosport Built-up area sub division (E35001479)». Nomis. Office for National Statistics. Consultado em 10 de abril de 2020
94. ↑  «Disused Stations: Gosport Station». www.disused-stations.org.uk (em inglês). Consultado em 10 de abril de 2020
95. ↑  UK Census (2011). «Local Area Report – Newcastle-under-Lyme Built-up area sub division (E35001436)». Nomis. Office for National Statistics. Consultado em 10 de abril de 2020
96. ↑  Quick, Michael (2019). «Railway Passenger Stations in England, Scotland and Wales; a Chronology» (PDF). rchs.org.uk (em inglês). p. 297. Consultado em 10 de abril de 2020. Cópia arquivada (PDF) em 15 de novembro de 2019
97. ↑  UK Census (2011). «Local Area Report – Washington Built-up area sub division (E35001427)». Nomis. Office for National Statistics. Consultado em 31 de maio de 2021
98. ↑  Conner, Rachel (20 de dezembro de 2017). «Questions raised over future of Leamside line». The Northern Echo (em inglês). Consultado em 10 de abril de 2020
99. ↑  Pickering, Graeme (25 de março de 2020). «Keeping Tyne & Wear moving». Rail Magazine (em inglês) (901). Peterborough: Bauer Media. p. 47. ISSN 0953-4563
100. ↑  UK Census (2011). «Local Area Report – Halesowen Built-up area sub division (E35000476)». Nomis. Office for National Statistics. Consultado em 10 de abril de 2020
101. ↑  «Disused Stations: Halesowen Station». www.disused-stations.org.uk (em inglês). Consultado em 10 de abril de 2020
102. ↑  Quick, Michael (2019). «Railway Passenger Stations in England, Scotland and Wales; a Chronology» (PDF). rchs.org.uk (em inglês). p. 249. Consultado em 10 de abril de 2020. Cópia arquivada (PDF) em 15 de novembro de 2019
103. ↑  UK Census (2011). «Local Area Report – Swadlincote Built-up area sub division (E35001337)». Nomis. Office for National Statistics. Consultado em 10 de abril de 2020
104. ↑  Quick, Michael (2019). «Railway Passenger Stations in England, Scotland and Wales; a Chronology» (PDF). rchs.org.uk (em inglês). p. 387. Consultado em 10 de abril de 2020. Cópia arquivada (PDF) em 15 de novembro de 2019
105. ↑  UK Census (2011). «Local Area Report – Skelmersdale Built-up area sub division (E35001425)». Nomis. Office for National Statistics. Consultado em 10 de abril de 2020
106. ↑  «Disused Stations: Skelmersdale Station». www.disused-stations.org.uk (em inglês). Consultado em 10 de abril de 2020
107. ↑  Pickering, Graeme (abril de 2020). «Rail Reopening Schemes». The Railway Magazine (em inglês). 166 (1,429). Horncastle: Mortons Media. p. 41. ISSN 0033-8923
108. ↑  Lopez, Jamie (8 de julho de 2022). «Skelmersdale rail station plan rejected in decision branded a 'cruel joke'». LancsLive (em inglês). Consultado em 17 de julho de 2022
109. ↑  UK Census (2011). «Local Area Report – Dunstable Built-up area subdivision (E35000218)». Nomis. Office for National Statistics. Consultado em 31 de maio de 2021
110. ↑  «Disused Stations: Dunstable Town Station». www.disused-stations.org.uk (em inglês). Consultado em 10 de abril de 2020
111. ↑  UK Census (2011). «Local Area Report – Willenhall North Ward (as of 2011) (E05001319)». Nomis. Office for National Statistics. Consultado em 10 de abril de 2020
112. ↑  UK Census (2011). «Local Area Report – Willenhall South Ward (as of 2011) (E05001320)». Nomis. Office for National Statistics. Consultado em 10 de abril de 2020
113. ↑  Quick, Michael (2019). «Railway Passenger Stations in England, Scotland and Wales; a Chronology» (PDF). rchs.org.uk (em inglês). p. 429. Consultado em 10 de abril de 2020. Cópia arquivada (PDF) em 15 de novembro de 2019
114. ↑  «Two new Black Country railway stations receive planning approval» (em inglês). 16 de outubro de 2020
115. ↑  UK Census (2011). «Local Area Report – Aldridge Central and South Ward (as of 2011) (E05001301)». Nomis. Office for National Statistics. Consultado em 10 de abril de 2020
116. ↑  UK Census (2011). «Local Area Report – Aldridge North and Walsall Wood Ward (as of 2011) (E05001302)». Nomis. Office for National Statistics. Consultado em 10 de abril de 2020
117. ↑  «Disused Stations: Sutton Park Station». www.disused-stations.org.uk (em inglês). Consultado em 10 de abril de 2020
118. ↑  Stephen, Paul (12 de fevereiro de 2020). «Mayor's £15bn plan for West Midlands rail». Rail Magazine (em inglês) (898). Peterborough: Bauer Media. p. 11. ISSN 0953-4563
119. ↑  Padgett, David; Szwenk, John (2013).  Bridge, Mike, ed. Railway track diagrams. book 4, Midlands & North West (em inglês) 3 ed. Bradford on Avon: Trackmaps. 18. ISBN 978-0-9549866-7-4
120. ↑  UK Census (2011). «Local Area Report – Ferndown Built-up area sub division (E35001246)». Nomis. Office for National Statistics. Consultado em 10 de abril de 2020
121. ↑  UK Census (2011). «Local Area Report – Woodley Parish (E04001243)». Nomis. Office for National Statistics. Consultado em 10 de abril de 2020
122. ↑  UK Census (2011). «Local Area Report – Rawtenstall Built-up area subdivision (E35000572)». Nomis. Office for National Statistics. Consultado em 31 de maio de 2021